# Lachtan Forsterův
Lachtan Forsterův (Arctocephalus forsteri; maorsky kekeno) je mořská šelma z čeledi lachtanovitých, jejíž domovinou je Nový Zéland, jižní Austrálie a některé jejich subantarktické ostrovy. Druh je řazen do rodu Arctocephalus, jeho nejbližšími příbuznými jsou lachtan galapážský a lachtan jihoamerický. Příbuznost s lachtanem jihoamerickým je natolik blízká, že bylo navrženo, aby byl lachtan Forsterův považován za jeho poddruh, nicméně podrobnější výzkumy DNA toto zařazení nepotvrdily.
Druh má protáhlé tělo se silnou vrstvou podkožního tuku a huňatou šedohnědě zbarvenou srstí. Má protáhlý nos, tmavé oči mandlovitého tvaru a kolem čenichu mu rostou dlouhé hmatové vousy. Disponuje párem předních i zadních ploutví, které z něj činí zdatného plavce. Dokáže se potopit do hloubek přesahujících 300 m. Živí se převážně chobotnicemi, krakaticemi a množstvím různých druhů ryb. Příležitostně uloví i mořského ptáka nebo tučňáka. Loví pouze v oceánu a převážně v noci. Na loveckých výpravách za kořistí dokáže strávit i několik týdnů.
V době páření se lachtani sdružují do kolonií na skalnatých březích oceánu. V září a říjnu do kolonie nejdříve dorazí samci, kteří si začnou vymezovat teritoria. O několik týdnů později dorazí první samice, o které začnou samci bojovat. Řada samců se nakonec nerozmnožuje, protože lachtani praktikuji polygynii; jeden samec se typicky páří s 6–8 samicemi a ty si pro sebe vybojují jen ti nejzdatnější jedinci. Nepářící samci se sdružují spolu s nepářícími samicemi a juvenilními jedinci na separátních stanovištích v blízkosti kolonií. Samice v létě rodí pouze jedno mládě, které je výsledkem kopulace v předešlém období říje. Již týden po porodu se spáří se svým novým partnerem, avšak probíhá u ní odložená nidace, kdy sice dochází k oplodnění vajíčka, avšak to se neimplantuje do stěny dělohy hned, ale až za cca 3 měsíce. Období říje končí počátkem února, kdy samci odchází do zimních shromaždišť, zatímco samice zůstávají v koloniích, kde se dalších 8–11 měsíců starají o mláďata až do jejich osamostatnění.
Maorové i Austrálci lovili lachtany pro maso, případně pro jejich kůži a zuby. Ze zubů Maorové vyráběli rybářské háčky. Evropští kolonizátoři v první polovině 19. století lovili lachtany Forsterovy takřka k vyhynutí. Primárním důvodem byla jejich kůže, po které byla vysoká poptávka ze strany evropského módního průmyslu, a případně i tuk, i když pro ten byli loveni hlavně rypouši. Celkový počet lachtanů Forsterových před příchodem Polynésanů na Nový Zéland (konec 13. století) se odhaduje na 2–3 miliony, případně i více. V polovině 19. století zůstalo jen posledních několik stovek těchto mořských šelem. Populace se začala pomalu zotavovat, jak klesala poptávka po kožešinách a jak se začala zesilovat opatření na ochranu lachtanů Forsterových (resp. všech ploutvonožců) ze strany australské i novozélandské vlády. Celková populace druhu se k roku 2020 odhaduje na 200 tisíc kusů a vykazuje rostoucí trend.

## Taxonomie

### Dějiny objevu
Druh byl poprvé popsán francouzským přírodovědcem René Lessonem v roce 1828. Lesson přiřadil druhu binomické jméno Otaria forsteri. Tento název byl složen ze jména rodu Otaria, kam Lesson nově popsaného lachtana zařadil, a přívlastku forsteri, čili Forsterův. Druhový přívlastek odkazoval k německému přírodovědci Georgi Forsterovi, který se účastnil druhé plavby Jamese Cooka (1772–1775) a pořídil první kresbu druhu. Jméno Otaria forsteri se nicméně neuchytilo, protože těsně před Lessonovou publikací popisu lachtana vydal francouzský přírodovědec Georges Cuvier vědeckou stať, ve které zařadil všechny lachtanovité z jižní polokoule do rodu Arctocephalus (v překladu „medvědí hlava“ či „mající medvědí hlavu“). Lessonův nově popsaný lachtan byl tak od počátku znám jako Arctocephalus forsteri (čili „medvědí hlava Forsterova“).
Až do konce 60. let 20. století toho o lachtanech Forsterových nebylo příliš známo. Intenzivní výzkum podnítily až stále častější stížnosti od rybářů o tom, že lachtani decimují populace ryb.

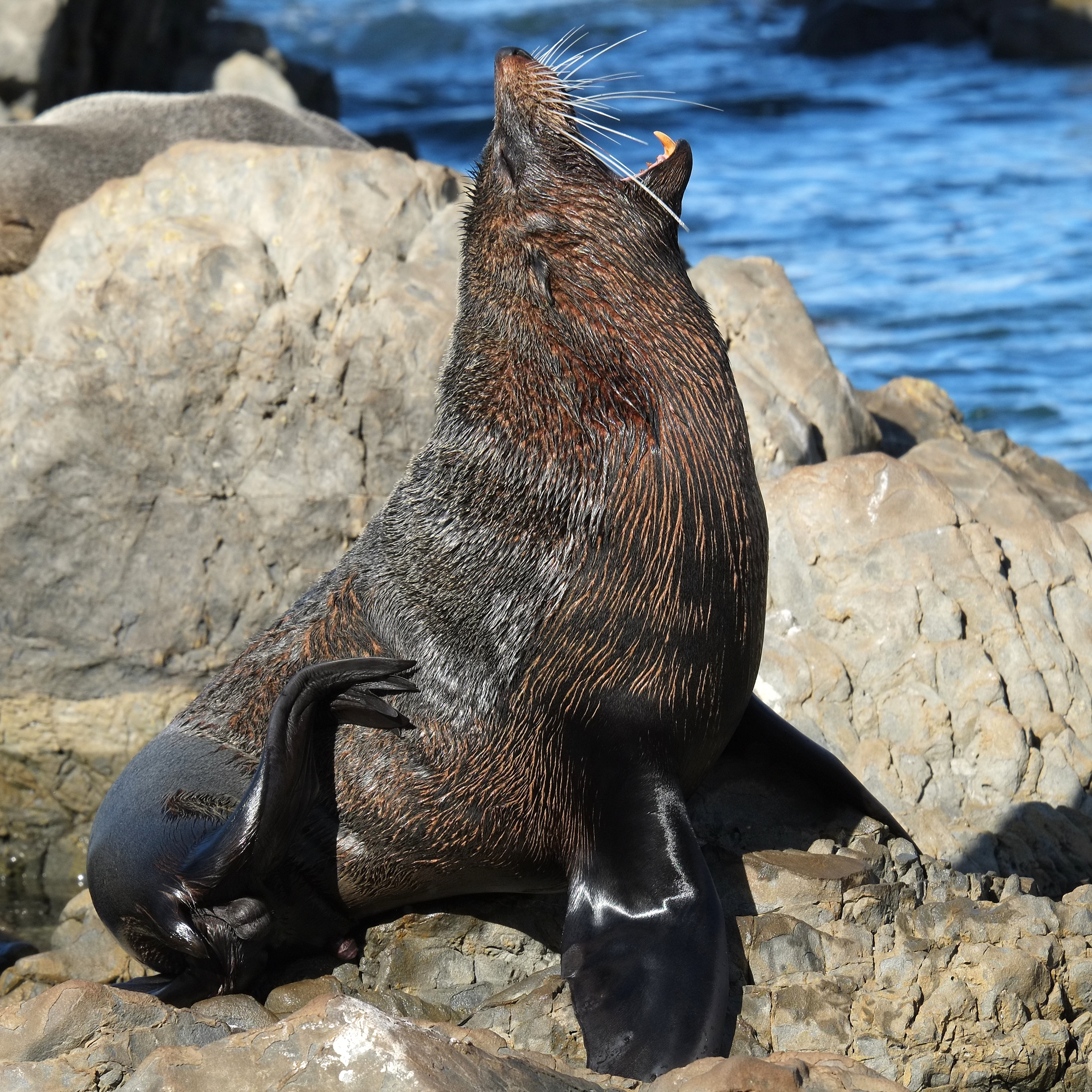
Jedinec na jižním cípu Jižního ostrova

### Pojmenování
Maorský název druhu je kekeno. V anglickém jazyce se druh nazývá New Zealand fur seal, doslova „lachtan novozélandský“ (z angličtiny se fur seal i sea lion překládá jako „lachtan“, což může budit zmatky, protože české pojmenování „lachtan novozélandský“ se vžilo pro jiného lachtana, a sice Phocarctos hookeri – New Zealand sea lion). Anglické pojmenování New Zealand fur seal se časem ukázalo jako problematické, protože velká část populace lachtanů Forsterových se vyskytuje v Austrálii. V roce 2014 proto bylo navrženo, aby se australská populace nazývala Long-nosed Fur Seal, čili „lachtan dlouhonosý“. Australská vláda toto jméno běžně užívá, Mezinárodní svaz ochrany přírody (IUCN) či novozélandské Ministerstvo památkové péče používají New Zealand fur seal.

### Evoluce
Lachtan Forsterův náleží do rodu Arctocephalus, čeledi lachtanovití (Otariidae) a skupiny (infrařádu) ploutvonožců. Ploutvonožci se vyvinuli během oligocénu (před 34–23 miliony lety) z linie lasicovitých nebo medvědovitých. Někdy před 11–8 miliony lety se lachtanovití oddělili od společného předka ploutvonožců, kterým byl patrně rod Enaliarctos. V období před 8–6 miliony lety se lachtanovití dostali na jižní polokouli. Před zhruba 6,1–3,4 milionu let se z linie vydělil lachtan jihoafrický, který dal genetický základ ostatním druhům lachtanů z rodu Arctocephalus včetně lachtana Forsterova. Tyto ostatní druhy lachtanů se vyčlenily z genetické linie lachtana jihoafrického teprve v posledním milionu let, což je zhruba doba, před kterou předek lachtana Forsterova osídlil jižní břehy Austrálie a Nového Zélandu.

### Fylogeneze

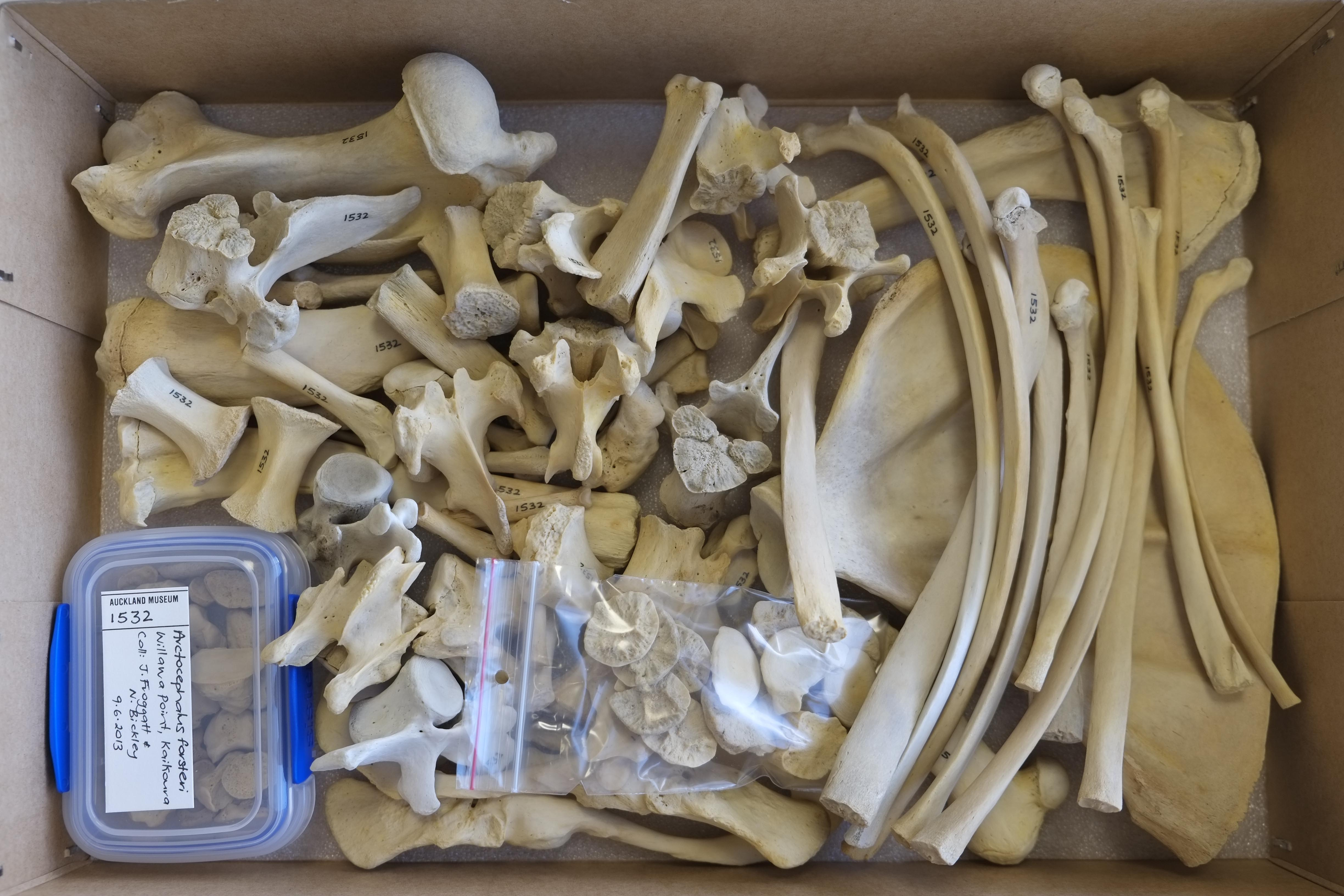
Krabice kostí lachtanů ze sbírek Aucklandského muzea

Nejbližšími příbuznými lachtana Forsterova jsou lachtan jihoamerický a lachtan galapážský, i když jejich bližší fylogenetické vztahy zůstávají nevyjasněny. Nejasnost vztahů panuje i kolem zařazení ostatních lachtanovitých. Přírodovědci Annalisa Berta a Morgan Churchill na základě výzkumu DNA v roce 2011 navrhli přeřadit většinu druhů lachtanovitých do nového taxonu Arctophoca a ve stávajícím taxonu Arctocephalus nechat pouze lachtana jihoafrického. Autoři studie dále navrhli nahlížet na lachtana Forsterova jako na poddruh lachtana jihoamerického. Jiná rozsáhlá studie DNA, tentokrát od německých vědců Katriny Nyakatury a Olafa Bininda-Emondse, která byla publikována v roce 2012, však považuje lachtana Forsterova za samostatný druh. Toto stanovisko podpořila i Společnost pro nauku o mořských savcích (Society for Marine Mammalogy) či IUCN, který dokonce prohlásil návrh Berty a Chruchilla za unáhlený.
I když mezi australskou a novozélandskou populací lachtanů dochází jen k minimálnímu kontaktu, mezi oběma skupinami jsou pouze malé genetické rozdíly; odlišnosti v morfologii nejsou žádné. Zkoumáním DNA novozélandské populace se zjistilo, že genetická diverzita tamějších lachtanů Forsterových je velmi vysoká. Toto zjištění bylo poněkud překvapivé, protože lachtani Forsterovi byli v 19. století loveni na pokraj vyhynutí. Mělo se za to, že novodobá populace lachtanů Forsterových se vyvinula jen z minimálního množství přeživších předků, a očekávalo se tedy, že rozmanitost genů bude nízká. Autoři výzkumu si to vysvětlují tak, že před komerčním lovem (tzn. v době před koncem 18. století) existovaly dvě geneticky rozdílné populace lachtanů Forsterových, které obývaly dvě různé oblasti: 1) jižní Austrálii a Severní a Jižní ostrov Nového Zélandu, 2) subantarktické ostrovy (mj. Snares, Chathamské ostrovy, Ostrovy Protinožců, Campbellův ostrov, souostroví Bounty). Poté, co byli lachtani Forsterovi takřka vyhlazeni z australské a novozélandské pevniny, populace ze subantarktických ostrovů znovu osídlila novozélandskou a australskou pevninu a spářila se s přežívajícími pevninskými lachtany (tento proces se nazývá sekundární hybridizace), čímž zajistili biologickou diverzitu druhu.
Historické zmínky komerčních lovců o malém „lachtanu z vrchovin“ (upland seal) z ostrova Macquarie a z Ostrovů Protinožců vedla v 19. a 20. století některé historiky k přesvědčení, že se jednalo o samostatný druh či poddruh lachtana Forsterova. Tato teorie je však již překonaná a má se za to, že se jednalo o juvenilní lachtany Forsterovy, kteří ostrovy využívali jako shromaždiště v době, kdy dospělí jedinci migrovali do kolonií.

## Popis

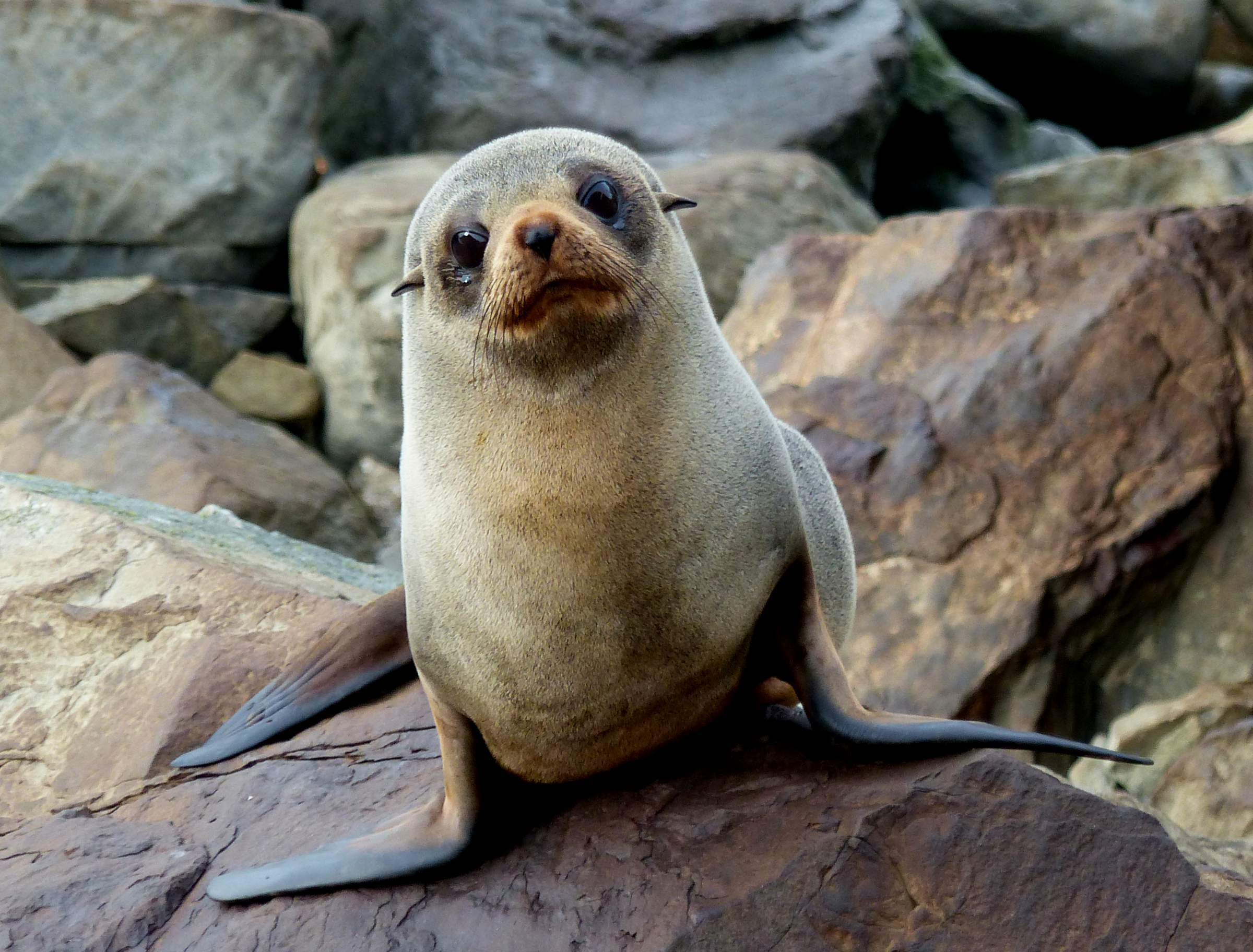
Mládě u pobřeží Kaikoury; patrné jsou krátké, černé hmatové vousy typické pro mladé jedince (u starších jedinců jsou delší a postupně bělají)

### Obecná charakteristika
Lachtani Forsterovi jsou relativně statní savci s protáhlými těly, mohutným svalnatým krkem (hlavně u samců) a zakrnělým ocasem. Silná vrstva podkožního tuku je porostlá srstí. Podsada (spodní vrstva srsti) je velmi hustá. Místo končetin mají tmavě zbarvené ploutve, které z nich činí zdatné plavce. Ploutve tvoří pět prstů spojených plovací blánou. Přední ploutve jsou osrstěné chlupy, které v úzkých řadách sahají od zápěstí po záprstí. Stejně jako u ostatních lachtanovitých, zadní ploutve směřují trvale dozadu, avšak jsou otáčivé a při pohybu po souši je lachtani nasměřují dopředu a podsouvají pod tělem, takže jim slouží jako jakési zadní nohy.
U lachtanů Forsterových je přítomen výrazný sexuální dimorfismus. Samci jsou třikrát až čtyřikrát těžší než samice a zhruba 1,3× delší. Zatímco samci mají velmi silný krk a ramena, samice jsou hubenější a mají mnohem jemnější křivky. Dospělí samci typicky dorůstají délek 1,5–2,5 m a dosahují váhy 120–200 kg, přičemž nejtěžší jedinci mohou vážit až 250 kg. Samice mívají délku 1–1,5 m a váhu 30–50 kg; nejtěžší zaznamenaná samice měla 90 kg. Velikostně se lachtani odlišují už jako mláďata. U novorozených samců byla zaznamenána váha 3,9–5,6 kg a u novorozených samic 3,3–4,8 kg. Samice mají čtyři břišní bradavky.
Jedním z prvních znaků lachtaní kolonie je silný zápach, který pochází z jejich exkrementů. Ty měří 4–5 cm na šířku a 10–20 cm na délku. Za čerstva bývají černé, avšak postupem času bělají.

### Srst
Hustá srst lachtanů Forsterových je na zádech tmavě šedo-hnědá a směrem k břichu přechází do světle šedo-hnědé barvy. Barva srsti je proměnlivá v závislosti na její vlhkosti, stavu obnošení a stupni línání. Srst samic bývá po skončení línání kovově šedá a postupně se barví do světle hnědé, jak se blíží k následujícímu línání. To nastává každoročně v únoru a březnu. Mláďata mají tmavší, tmavě hnědé až černé zbarvení a našedivělou srst kolem hlavy. Po prvním línání, které nastává několik měsíců od narození, se jim srst zbarví do šedo-hnědé barvy podobné dospělým jedincům. Srst bývá delší na hřbetu v okolí hřívy. Hříva bývá nejdelší u dominantních samců, u samic chybí.

### Hlava

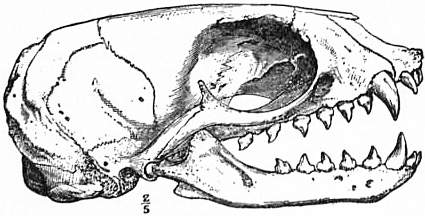
Kresba lebky lachtana Forsterova (Encyclopædia Britannica, 1911)

Čenich lachtanů Forsterových je poměrně dlouhý a zašpičatělý. Rhinarium (neosrstěná plocha kolem nozder) je baňkovitého tvaru. Samice i samci mají kolem čenichu hustou sadu hmatových vousů (vibrisů), které jsou v prvních letech života černé a s přibývajícím věkem postupně blednou až do bílé barvy. Vousy jsou velmi dlouhé a u dospělých samců dosahují délky až 50 cm. Vousy slouží lachtanům k orientaci v prostoru, k vnitrodruhové komunikaci a k lokaci potravy pod vodou.
Hnědě zbarvené oči mandlovitého tvaru jsou poměrně velké. Lachtani Forsterovi nemají slzný kanálek, takže srst pod očima je neustále navlhlá od stékajících slz. Ušní boltce jsou protáhlé, mírně zakroucené a směřují dozadu. V případě potřeby je lachtani dokáží zavřít pomocí okolních svalů. Mají velmi dobře vyvinutý čich, který jim pomáhá při lovu a samicím při lokaci a rozpoznání vlastních mláďat. Kondylobazální délka lebky (vzdálenost od mezičelisti po týlní výběžky) je u samic kolem 190–220 mm, u samců 220–250 mm.
Zubní vzorec je I 3/2, C 1/1, PM 4/4, M2/1, tedy 36 zubů. Samci mají výrazně velké špičáky. Horní špičáky samců mívají délku kolem 27 cm (délka zubu vyčnívající nad alveolou, jamkou pro ukotvení zubů), u samic kolem 21 cm. Podobně jako ostatní lachtanovití, i u lachtanů Forsterových je první a druhý pár horních řezáků rudimentární, a naopak třetí pár je protáhlý a špičatý, až připomíná špičáky. Čepelovité stoličky jsou u lachtanů Forsterových zašpičatělé, což je typické i pro ostatní masožravce. Zuby dočasného chrupu jsou zašpičatělé a bývají nahrazeny stálým chrupem kolem 3–4 měsíců.

## Biologie

### Rozmnožování
Lachtani Forsterovi se páří v koloniích. Samice jsou filopatrické, tzn. mají tendenci se pářit v oblastech, kde se narodily. Samci se naproti tomu mohou každý rok pářit v jiné kolonii. Lachtani jsou polygynní, čili samci mívají více samic. Přesný počet samic, které připadají na jednoho samce, se přitom může lišit, typicky se jedná o 6–8 lachtanic na jednoho lachtana. Byly zaznamenány případy desítek samic na jednoho samce, avšak taková pozorování jsou spíše výjimečná a nelze je s jistotou potvrdit, protože kolonie je často nepřehledná a neustálý pohyb samic ztěžuje spolehlivě spočítat poměr samců k samicím. V každoročním boji o samice bývají nejúspěšnější dospělí samci ve věku 7–15 let.

#### Zakládání teritorií

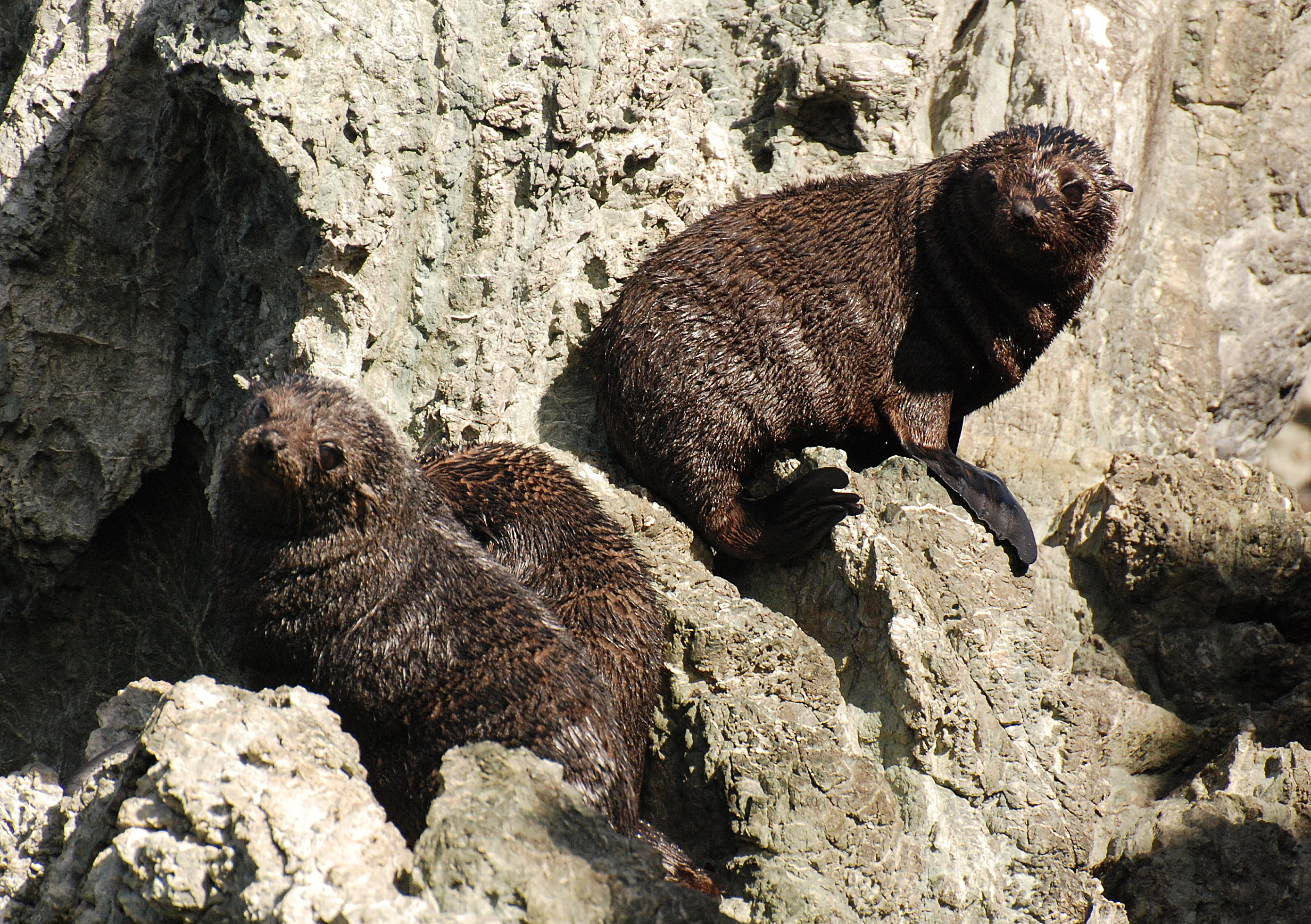
Mláďata na skalisku v zálivu Palliser na Novém Zélandu

Období říje začíná koncem října a končí počátkem února. Páření probíhá v koloniích na skalnatých březích oceánu. Počátkem jara (na jižní polokouli tedy v říjnu) nejdříve do kolonie dorazí samci, kteří si začnou vymezovat teritoria. V největší poptávce jsou teritoria s dostatkem přírodních bazénků a stinných zákoutí, které v letním období slouží k ochlazování rozpálených těl lachtanů. Bazénky a stinná místa mají v oblibě i samice, a samci tak o podobná místa zápasí. Nepářící jedinci se shromažďují na stanovištích v blízkosti kolonie.
Zápasy o teritoria se dějí pomocí přetlačování, nahánění, výhružných póz a hlasitých zvukových projevů. Typický boj probíhá tak, že samec, který chce ukořistit teritorium jiného samce, se výstražně posadí v jeho blízkosti a začne hlasitě štěkat. Samci se začnou přetlačovat pomocí vyšpulených hrudí, přičemž se snaží kousnout druhého samce v oblasti hlavy, krku nebo šíje. Vítězem se stává samec, který buď úspěšně přetlačí svého oponenta nebo jej zraní svými špičáky. Při bojích jsou používány zejména dolní špičáky, které jsou větší než horní a jsou i hlouběji ukotveny v čelisti. Tyto špičáky se při bojích občas zlomí, což sníží šance samců na výhru v budoucích soubojích na minimum. Poražený samec dá najevo svou prohru výrazným snížením agrese a submisivním chováním (kňučením a skloněním hlavy). Poražený jedinec je často přinucen opustit teritorium vítězného samce přes teritoria jiných samců, kteří ho při odchodu občas ještě kousnou.

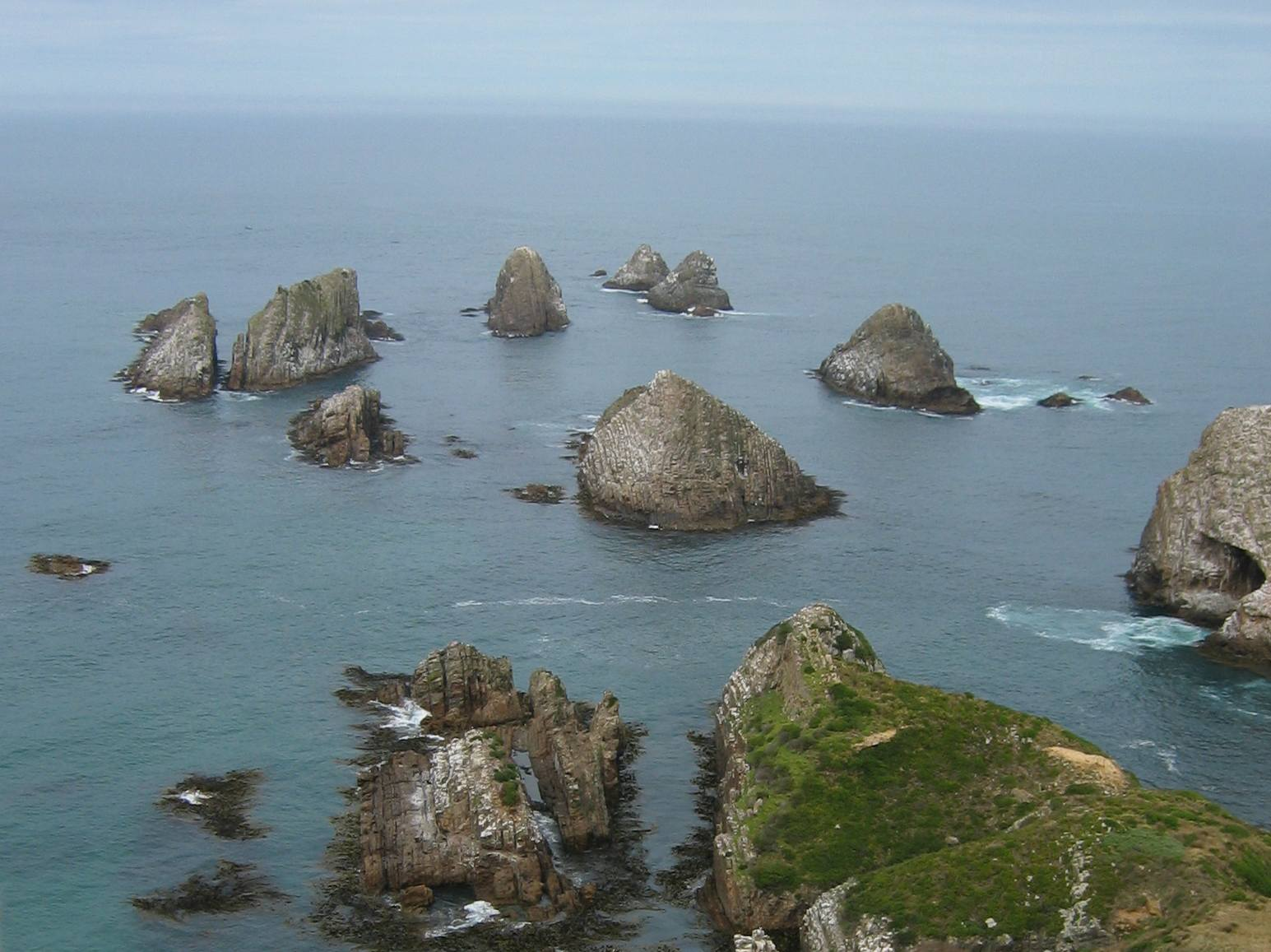
Lachtaní kolonie na Nugget Point na jihu Jižního ostrova představuje typický biotop lachtanů Forsterových – skaliska na pobřeží oceánu s množstvím stinných zákoutí a menších zálivů

Teritoria se postupně zmenšují a začínají být lépe definována s tím, jak do kolonie dorážejí další samci a začne být jasnější, kteří ze samců jsou dominantnější. Ve vrcholném období páření je drtivá většina teritorií menších než 100 m². Nedlouho po příchodu samců dorazí první březí lachtanice. Samci typicky nahání lachtanice na svá vybojovaná teritoria, odkud se jim snaží dočasně zabránit v odchodu a dát tak najevo svou dominanci. Čím déle se samci podaří udržet samici na svém teritoriu, tím větší má šanci, že se mu s ní podaří spářit. Pokud samice skutečně vyvine úsilí z teritoria odejít, samci se nepodaří jí v tom zabránit.
Rozdělení samic mezi samci je často nerovné a zatímco někteří samci dokáží získat hned několik samic, jiným se nepodaří získat jedinou samici a uchylují se do nedalekých shromaždišť nepářících jedinců. Jakmile se samci podaří na své teritorium nalákat první samice, začne pro něj dlouhé období půstu. Během následujících až 70 dní samec nejí, nepije a neopouští teritorium.

##### Porod
V prvních dnech přítomnosti samic v teritoriu samce se samice dostávají do vrcholného období březosti, která je výsledkem předešlého období říje, a během půl dne až třech dnů začínají rodit mláďata. Těsně před porodem jsou samice značně agresivní vůči samci i okolním samicím. Mláďata se rodí buď hlavou nebo ocasem napřed. Samotný porod trvá pouze kolem 2 minut. Po porodu jejich agresivita mizí patrně následkem vyčerpání.
Samice rodí většinou jedno mládě, pouze výjimečně se stává, že porodí dvojčata. V případě dvojčat je jejich šance na přežití výrazně snížena oproti jednomu mláděti. Samice má jen omezené množství mléka a pokud musí krmit dvě mláďata, jejich celková hmotnost bude znatelně nižší než u ostatních mláďat. Dvojčata jsou však u tohoto druhu extrémně vzácná a k roku 2008 byly zaznamenány pouze 3 vrhy dvojčat. Byl pozorován i případ pěstounství, kdy se samice starala o osiřelé mládě. Již za 6–8 dnů po porodu samice vstupuje do estrálního cyklu a je připravena k páření.

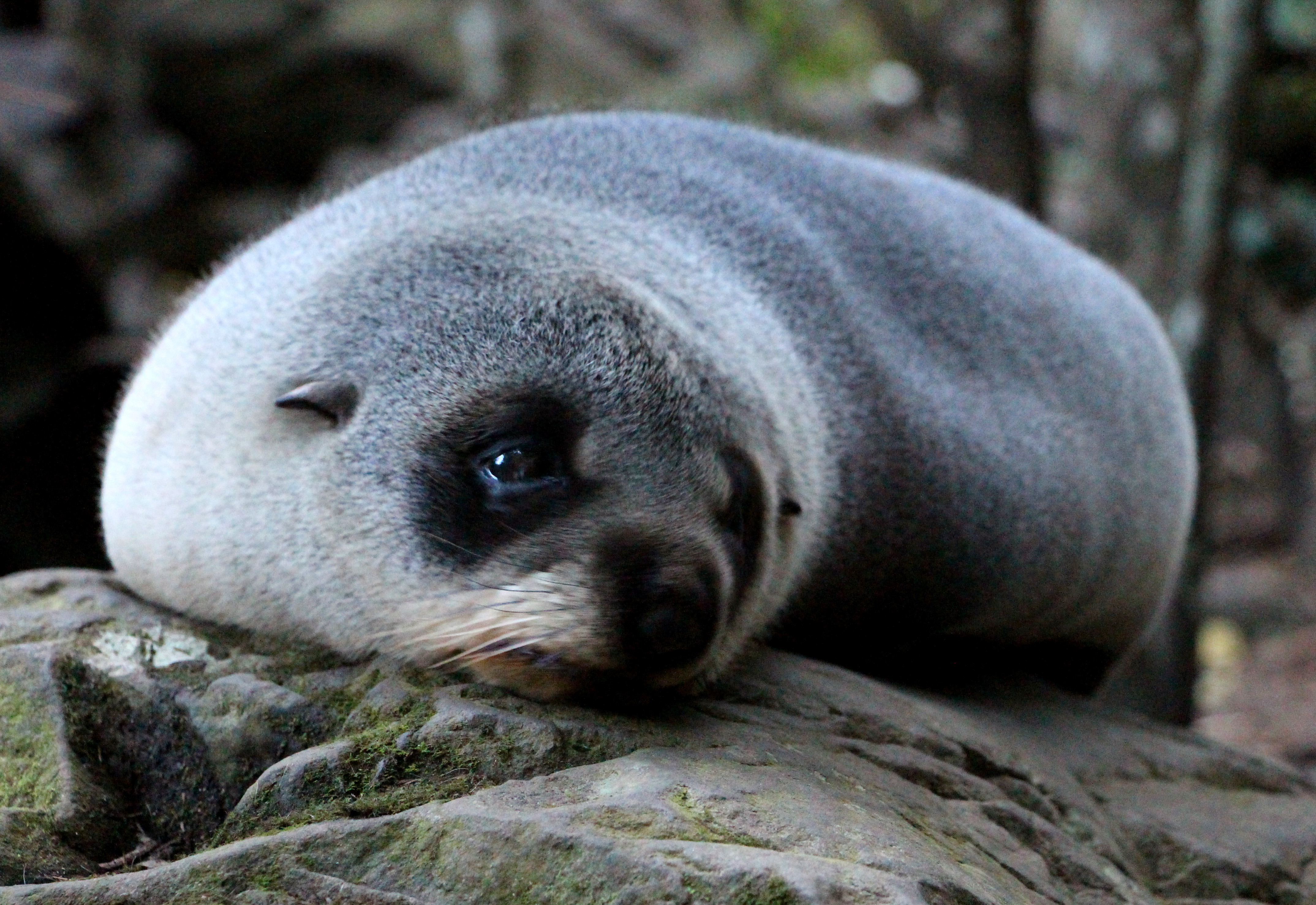
Mládě lachtana Forsterova

#### Páření
Připravenost samice k páření dokáže dospělý samec vycítit svým dobře vyvinutým čichem. Lachtanice navíc povzbuzuje samce tím, že k němu neprojevuje žádnou agresi a tře se o něj svou srstí. Kopulační období probíhá od poloviny listopadu do poloviny ledna, avšak doba, po kterou je samice přístupná samci, je pouze kolem 24 h. Během sexu samec často kouše samici do krku. Když kopulační akt trvá příliš dlouho, samice se začne agresivně projevovat, což samci ztěžuje jeho pozici. Sexuální akt trvá 5–45 minut, v průměru kolem 13 minut. Samec se páří s toutéž samicí jen jednou. Samice poté prodělá odloženou nidaci, kdy sice dochází k oplodnění vajíčka, avšak to se neimplantuje do stěny dělohy hned, ale až za cca 3 měsíce. Důvodem odložené nidace je patrně snaha vychovat stávajícího potomka ještě před porodem následujícího a také ponechat porod na teplejší období. Březost tedy trvá kolem 9 měsíců, i když od kopulace do vrhu uplyne necelých 12 měsíců.
Období říje trvá zhruba 70 dní (doba od založení teritoria přes porod potomka po konec období kopulace). Během této doby lachtanice opouští teritorium výhradně za účelem krmení v oceánu a zbývající dobu stráví na území dominantního samce, kde dochází k porodům, kopulacím, spánku i vylučování. Samec v této době netoleruje na svém teritoriu nikoho jiného, než své samice a jejich mláďata.
V době říje tráví samci okolo 75 % času ležením. Zbytek času sedí v ostražité pozici, pečují o svůj kožich, nahání samice nebo zápasí s ostatními samci. I samice a mláďata tráví většinu času ležením.

#### Odchod samců

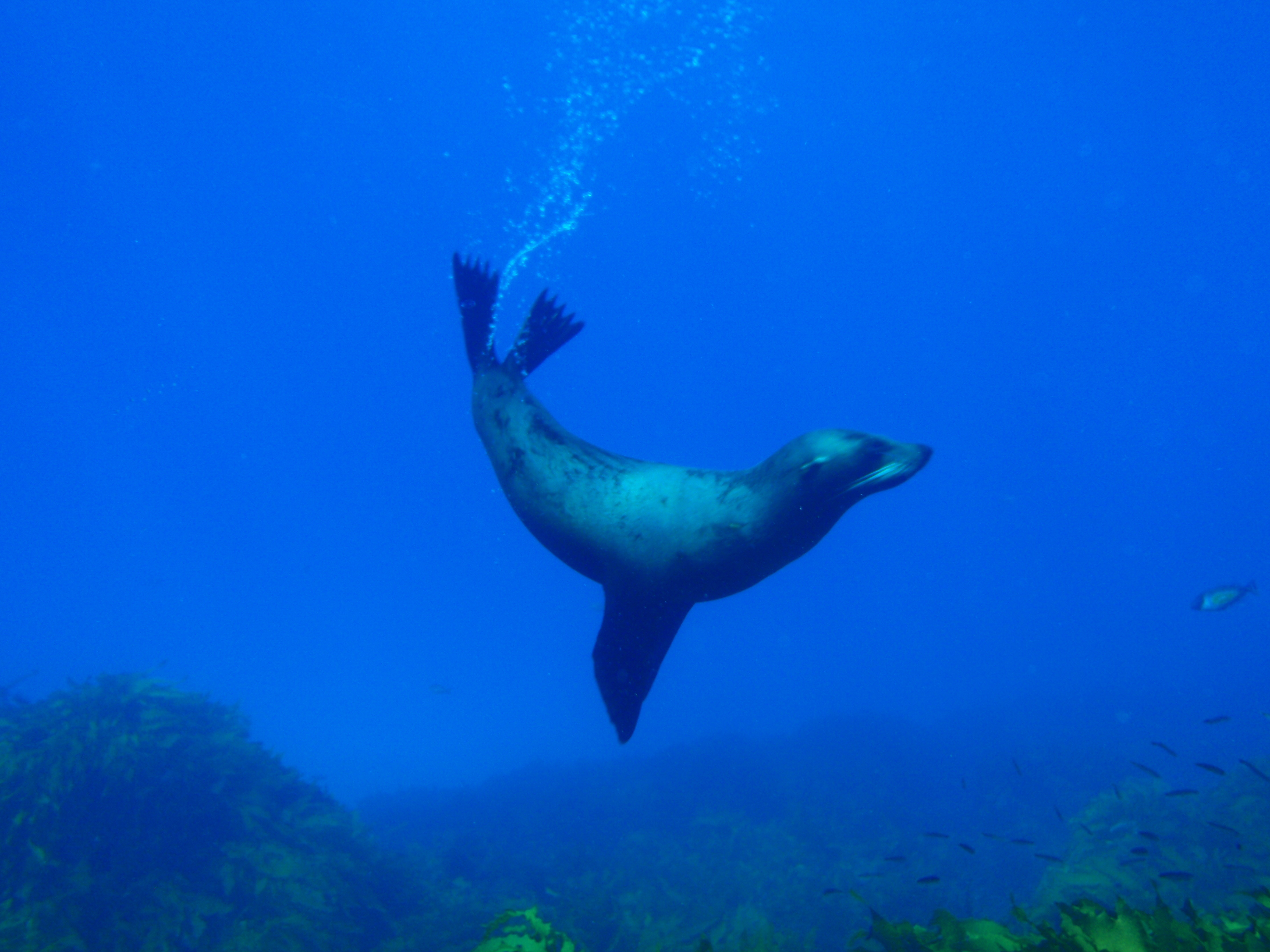
Lachtan pod vodou

Koncem 70denního období samci opouští teritorium a odcházejí do zimních shromaždišť (v angličtině zvané haul-outs), kde se k nim brzy připojí ostatní samci a nepářící samice. Na Novém Zélandu jsou tato shromaždiště typicky severně od kolonií. Zimní shromaždiště postupně rostou a dosahují vrcholného počtu lachtanů v červenci a srpnu. Poté se lachtani začnou stahovat zpět ke koloniím. Lachtanice, které se spářily, zůstávají v původní kolonii (v angličtině zvané rookery) společně se svými mláďaty.
Vedle nepářících stanovišť se mladí jedinci někdy shlukují do juvenilních shromaždišť. V obou případech bývají tato shromaždiště v blízkosti kolonie. Bylo pozorováno, že samci lachtanů Forsterových se na ostrově Macquarie páří se samicemi lachtanů jižních, které pak rodí hybridní mláďata.
Samice dosahují pohlavní dospělosti ve věku 4–6 let, samci mezi 5–9 lety. Samci se mohou dožít nejméně 15 roků, samice až 22 let.

### Mláďata
Po narození jsou mláďata kolem 55 cm dlouhá. Již v první hodině po narození jsou poměrně čilá – třepou sebou, kašlou, štěkají a pozorují své okolí. V první hodině po narození ještě nedochází ke kojení, nicméně k prvnímu sání mateřského mléka dojde v prvním dni. Samice zůstává s mládětem do doby, než se ujistí, že rozpozná její hlas, což typicky nastává do tří dnů. Jakmile se tak stane, jde si poprvé zaplavat do vody. Na první loveckou výpravu na moře se lachtanice vydává zhruba 6–12 dní po narození mláděte. V prvních týdnech trvají lovecké výpravy maximálně 2 dny, občas se ale mohu protáhnout až na 5 dní. Po návratu zpět do kolonie samice své mládě intenzivně kojí po několik dní a poté se znovu vydá do moře na lov. Jak mládě roste, doba, po kterou samice loví v moři, se prodlužuje a postupně dosahuje až ke 20 dnům. Zatímco lachtanice loví, mláďata se sdružují do malých nestabilních skupin. Po návratu samice z lovu mládě opustí svou skupinku a v době přítomnosti samice v kolonii tráví svůj čas především s ní. Samci o mláďata nejeví zájem.

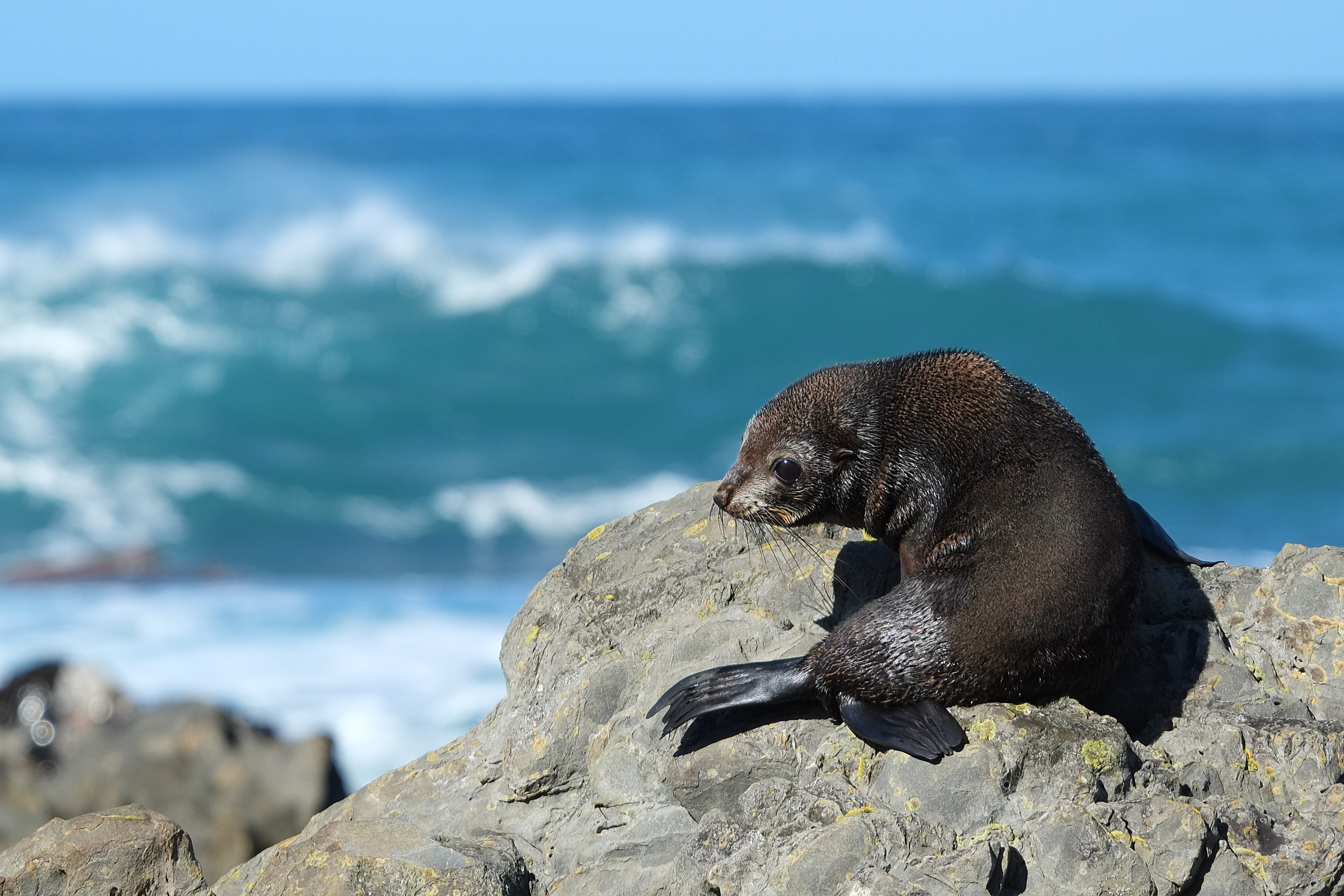
Mládě lachtana na jihu Jižního ostrova

Samice rozeznávají svá mláďata pomocí čichu. Po návratu z lovu na sebe někdy samice a mládě začnou štěkat, nicméně konečné rozpoznání mláděte probíhá výhradně čichem. Lachtanice se většinou snaží mláďata nalákat posunky směrem, kam je chtějí dostat, avšak pokud mláďata nereagují, samice je přenese v zubech. Mezi samicí a mládětem často dochází ke hrám, které jsou iniciovány výhradně mláďaty. Typicky zahrnují vzájemné jemné kousání. Pokud to mládě při hře přežene, samice na něj výhružně zaštěká s otevřenou tlamou. Ve dvou měsících věku probíhá první línání, které trvá zhruba 4 týdny.
Samice se starají o mláďata 8–11 měsíců, nejčastěji 10. Těsně před osamostatněním začnou mláďata lovit a přijímat jinou potravu než mateřské mléko. Po osamostatnění mláďat se samice vydají na moře (případně do zimních shromaždišť), kde se intenzivně krmí a těsně před porodem pak přichází zpět do kolonie, kde na ně již čekají samci s vyhraněnými teritorii.
Úmrtnost mláďat se liší v závislosti na lokalitě, dostupnosti potravy či počasí. Zatímco na ostrově Taumaka byla zaznamenána úmrtnost mláďat 20 % v prvních 50 dnech života, v kolonii v Kaikouře to byla pouhá 3 %. Zdaleka nejčastější příčinou úmrtí mláďat bývá vyhladovění, následuje mrtvý porod, ušlapání, utopení, udušení amnionem krátce po narození a predace.

### Potrava
Lachtani Forsterovi jsou masožravci, potravu si shání na moři. Živí se převážně chobotnicemi, krakaticemi a rybami. Vedle toho loví i další druhy hlavonožců a velké množství různých druhů ryb. Na složení jídelníčku má vliv řada faktorů, jako je roční období, pohlaví lachtana, hloubka oceánu v okolí kolonie, klimatické podmínky či zda lachtani zrovna prochází pářícím obdobím či nikoliv.
V roce 2010 publikovala novozélandská zooložka Laura Boren studii, ve které analyzovala všech dosavadních 10 vědeckých prací zabývajících se stravováním lachtanů Forsterových. Podle jejích závěrů patří do jídelníčku lachtanů následující druhy živočichů (uvedeny jsou buď přímo konkrétní druhy, rod nebo čeleď, jehož zástupce lachtani potvrzeně lovili):
- Aldrichetta forsteri (cípal Forsterův)
- Argentina elongata (stříbrnice novozélandská)
- Arnoglossus scapha
- Auchenoceros punctatus (morida skvrnitá)
- Bathylagus (okatka)
- Caelorinchus oliverianus (hlavoun zobákonosý)
- Cryptichthys jojettae (tříploutvovec nenápadný)
- Electrona (lampovník)
- Emmelichthys nitidus (bezzubka hejnová)
- Engraulis australis (sardel jižní)
- Eptatretus cirrhatus (pasliznatka japonská)
- Galeorhinus galeus (psohlav obecný)
- Geotria australis (mihule vakovitá)
- Gonostomatidae (štětinozubkovití)
- Grahamichthys radiata
- Gymnoscopelus
- Helicolenus (okouník)
- Hemerocoetes
- Lampanyctodes hectoris (lampovník šelfový)
- Lepidopus caudatus (tkaničnice stříbřitá)
- Lepidorhynchus denticulatus (hlavoun zoubkatý)
- Macrouridae (hlavounovití)
- Macruronus novaezelandiae (treskovník novozélandský)
- Micromesistius australis (treska jižní)
- Moroteuthis ingens
- Mugil cephalus (cípal hlavatý)
- Myctophidae (lampovníkovití)
- Nemadactylus macropterus (morvong dlouhoploutvý)
- Notolabrus celidotus (pyskoun novozélandský)
- Notophycis marginata (morida tmavolemá)
- Nototodarus sloanii
- Octopus maorum
- Paralichthys (platýsovec)
- Parapercis colias (písečník novozélandský)
- Parapercis gilliesi (písečník Gilliesův)
- Paratrachichthys trailli (červenice jižní)
- Pelotretis flavilatus
- Peltorhamphus
- Pseudophycis bachus (morida červenavá)
- Sardinops neopilchardus (sardinka tečkovaná)
- Scopelosaurus
- Seriolella caerulea
- Seriolella punctata
- Sprattus antipodum (šprot novozélandský)
- Squalus acanthias (ostroun obecný)
- Symbolophorus (lampovníček)
- Thyrsites atun
- Todarodes filippovae
- Trachurus declivis (kranas zelenohřbetý)
- Zeidae (pilobřichovití)
- Neidentifikovaný žralok
- Neidentifikovaný desetiramenatec
- Neidentifikovaný mořský pták

Většina ze zmíněných 10 studií je založena na terénních výzkumech lachtanů Forsterových v oblasti Otaga. Dílčí studie z Fiordlandu (1996) nebo ze Southlandu (1997) přitom zaznamenaly 18 nových druhů živočichů, o kterých do té doby nebylo známo, že je lachtani jedí (tyto druhy jsou zahrnuty v seznamu výše). Dá se tak předpokládat, že vedle uvedeného výčtu se lachtani živí i dalšími druhy živočichů. Např. na ostrově Macquarie, který představuje jeden z nejjižnějších cípů výskytu lachtanů Forsterových, patří do jejich jídelníčku vedle ryb i tučňáci.

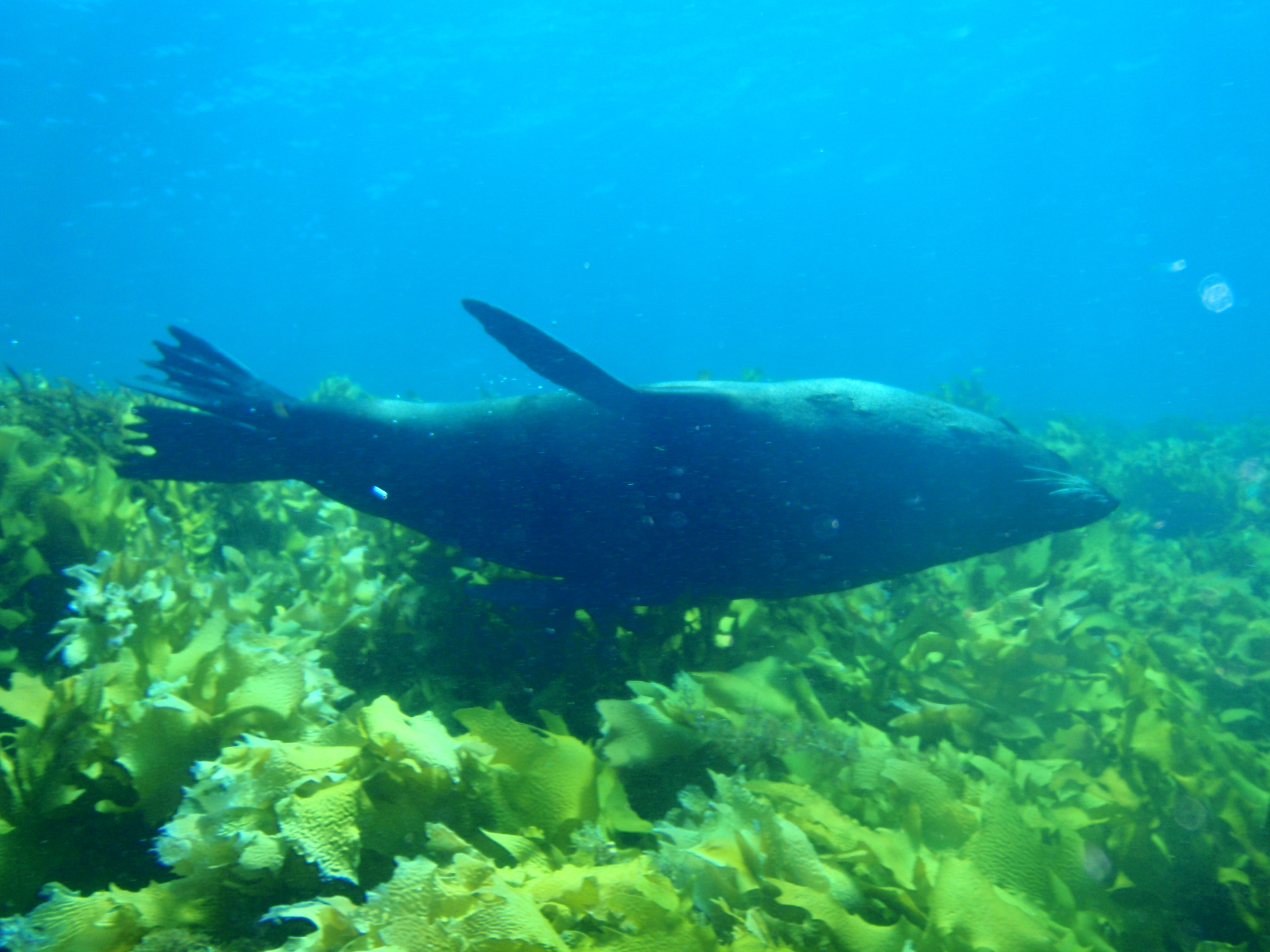
Lachtan při potápění u ostrova Investigator na jihozápadě Austrálie

Vedle tučňáků lachtani příležitostně loví i mořské ptáky, jako jsou racci nebo buřňáci, nicméně ptáci představují jen malou část lachtaního jídelníčku. Potravu lachtani typicky spořádají ihned po ulovení. Větší živočichy si někdy vytáhnou na břeh, kde si je s pomocí zubů naporcují a pozřou postupně. Doba, během které lachtani opouští kolonii za lovnou kořistí, je od několika hodin po několik dní. V průměru tráví samci na loveckém honu kolem 9 dní, samice kolem 5 dní. Délka lovecké výpravy u samic závisí na stáří jejích mláďat a prodlužuje se s tím, jak mláďata stárnou.
V hledání potravy jsou pro lachtany klíčové jejich hmatové chloupky (vibrisy), které vyrůstají kolem nosu. Díky vibrisům mohou lachtani registrovat pohyb ostatních živočichů pod mořskou hladinou až do vzdálenosti 180 m. To je klíčové pro lov v noci. Experimenty prokázaly, že lachtani dokáží polapit kořist i se zakrytýma očima, avšak s ustřihnutými vibrisy mají problém.
Vodu lachtani získávají z živočichů, které jedí, nicméně zejména samci pijí vodu z přírodních bazénků na svém teritoriu. Byly zaznamenány i samice pijící sladkou vodu z řek a vodopádů v blízkosti kolonie.

### Plavání a potápění
Stejně jako ostatní ploutvonožci, i lachtani Forsterovi jsou zdatní plavci a potápěči. Učí se plavat již po 7 dnech od narození. Začínají v malých zálivech v rámci kolonie, kde je voda klidná, a postupně se odváží i do vlnitějších vod. Většinou se naučí plavat do 20 dní od narození.
V prvních měsících si mláďata často jen hrají ve vodě. Začínají se potápět v 6–10 měsících; jelikož dochází k jejich osamostatnění mezi 8–11 měsíci, mají jen omezené množství času na to, aby se naučili potápět a lovit. V této době ještě dochází ke kojení, takže mláďata mají možnost nakrmit se mateřským mlékem v případě neúspěšného lovu. Maximální zaznamenaná hloubka, do které se nesamostatné mládě potopilo, je 44 m. Teprve po osamostatnění se začínají potápět hlouběji. Z výzkumu potápěcích zvyklostí lachtanů Forsterových z Klokaního ostrova vyplynulo, že tito savci se potápěli za kořistí hlavně v noci. Většina jedinců opouštěla kolonii v ranním odpoledni nebo večer a vracela se za dne nebo za několik dní.

U samců byl zaznamenán hlubší a delší ponor než u samic. Samci se potápěli nejčastěji v hloubkách mezi 0–20 m a pokud se potápěli hlouběji, nejčastěji se jednalo o hloubky 80–200 m. Nejhlubší potvrzený ponor u samců měl přes 380 m (nicméně technické zařízení, které sledovalo ponory, bylo designováno pro měření ponorů do této hloubky). Samice se nejčastěji potápěly do hloubek 0–40 m a v případě hlubších ponorů se typicky vydaly do hloubek v rozmezí 40–80 m. Nejhlubší zaznamenaný ponor samice měl 312 m. Průměrná doba, kterou lachtani strávili pod vodou, byla u samců 3,8 minut (nejdéle 14,8 min) a u samic to bylo 2,7 minuty (nejdéle 9,3 min). Pod vodou dokáží lachtani Forsterovi vyvinout rychlost až kolem 20 km/h, i když typicky se pohybují nižší rychlostí.

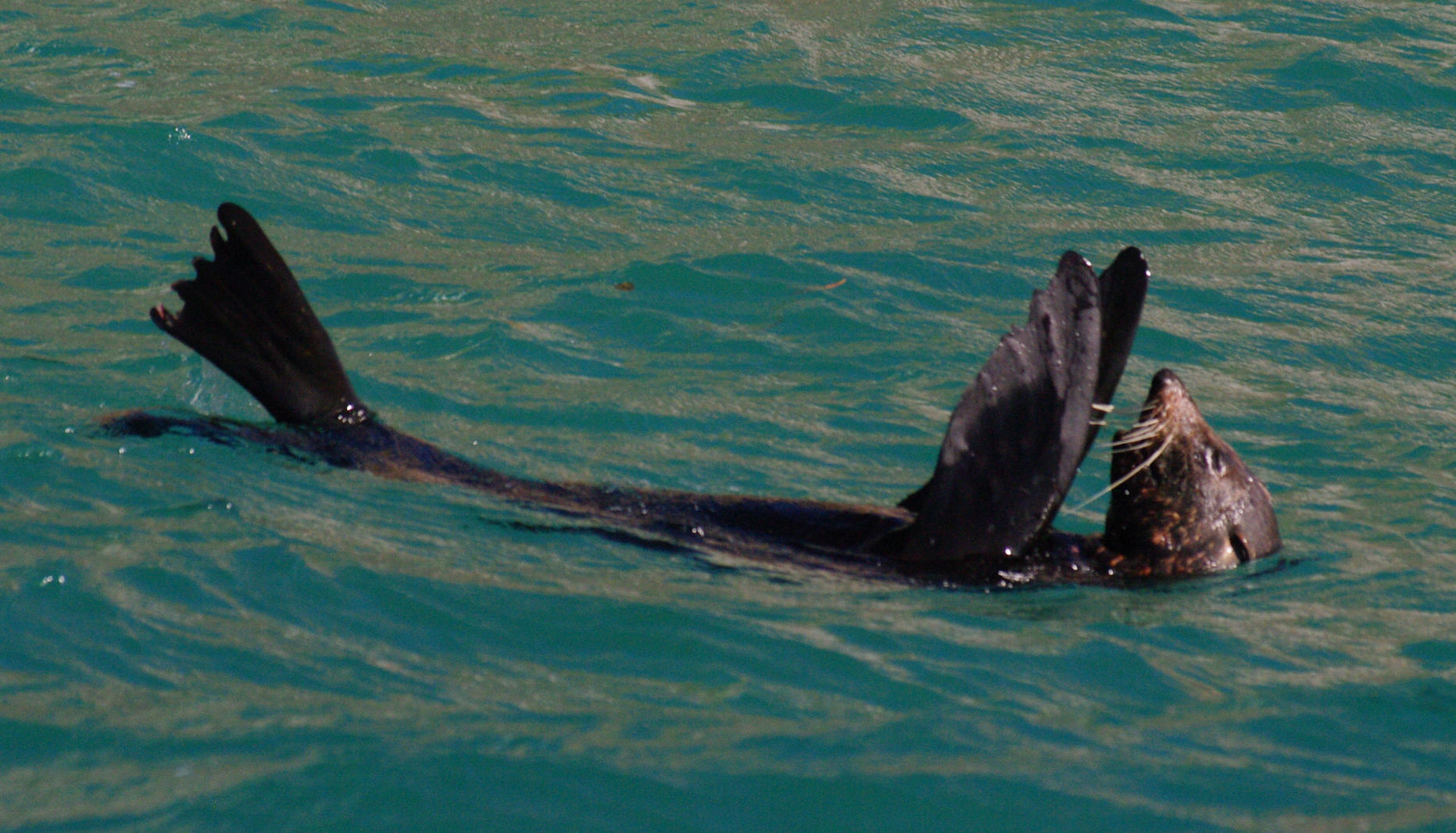
Plavající lachtan (v podobné pozici lachtani spí)

Lachtani Forsterovi se potápí nejhlouběji a na nejdelší dobu ze všech zástupců podčeledi Arctocephalinae. Takto dlouhá doba potápění je umožněna řadou fyziologických adaptací, kterou coby ploutvonožci disponují. Ploutvonožci mají relativně větší množství krve než většina ostatních savců, což jim umožňuje ukládat a přenášet větší množství kyslíku. Dále k těmto adaptacím patří výborná schopnost krevního barviva vázat kyslík, velmi dobrá tolerance oxidu uhličitého v krvi a snížená spotřeba kyslíku po ponoření pomocí zúžení periferních cév. Ploutvonožci pod hladinou také výrazně omezují tepovou frekvenci (bradykardie) a jejich těla koncentrují kyslík v klíčových životních orgánech, jako je srdce a centrální nervová soustava.
V rámci jednotlivých lovných výprav urazí lachtani Forsterovi desítky až stovky kilometrů. V období říje zůstávají relativně blízko kolonie (70–80 km), avšak na podzim se vydávají za potravou i dále, typicky do 200 km od kontinentálního svahu. Podobně jako další ploutvonožci, i Lachtani Forsterovi dokáží na moři i spát. Spánek probíhá tzv. „na půl mozku“, kdy jedna mozková hemisféra spí a druhá zůstává vzhůru. Lachtani se na vodě obrátí na stranu s břichem nahoru. Jednu z předních ploutví ponoří do vody a jemně s ní pádlují, což je udržuje na hladině. Další tři ploutve jsou vystrčeny nad hladinu, patrně za účelem minimalizace ztráty tepla. Nad hladinou je vystrčený i čumák, který lachtanům umožňuje dýchat. Pokud mají lachtani na výběr, spí raději na souši.

### Sociální vztahy a komunikace
Na nepářících stanovištích je mezi samci poměrně jasná hierarchická struktura založená na velikosti krku (samci s největšími krky bývají i celkově největší). V koloniích je však hierarchie založená především na teritoriálním chování. Po ustanovení teritorií mají všichni samci stejný status a interakce mezi nimi nemívají agresivní charakter a místo bojů dochází spíše k předvádění póz a pouze kolem 30 % sporů bývá řešeno zápasem. Výhružné pózy obvykle zahrnují natahování krku a jsou typické hlavně pro dominantní samce. Samice naproti tomu vyjadřují hrozbu pomocí otevřené tlamy. Otevřená tlama je nicméně spojována i s vyjadřováním submisivního chování.
Výhružné pózy předvádí i lachtanice, avšak existuje u nich mnohem větší variabilita chování než u samců, u nichž jsou výhružné chování a zápasy vysoce ritualizované. Lachtanice jsou k samcům většinou agresivní a často na ně vrčí, frkají a šťouchají je čenichem. Nejagresivnější jsou samice před porodem a po zotavení z porodu v situacích, kdy mají u sebe potomka. Těsně před a během páření nastává jediná doba, kdy se samice vůči samcům neprojevují agresivně.
Lachtaní štěkání je spojováno především s dominantními samci, kteří takto vyjadřují své teritorium či zájem o páření. Samice dávají najevo hrozbu hlavně pomocí vysoce položeného hrdelního mručení. Obě pohlaví vydávají kňučivé zvuky jako vyjádření podřazenosti dominantnímu jedinci. Ostatní zvuky vydávané lachtany jsou vysoce specifické. Např. samice vydávají skučivé až sténající zvuky v případě, že se snaží přilákat pozornost svého potomka. Mláďata na oplátku vydávají zvuky připomínající kvílení či nářek. Juvenilní jedinci jsou většinou tiší a jejich zvukový projev se omezuje na kňučení v případě ohrožení ze strany dominantních samců. S přibývajícím věkem začnou trénovat štěkot a další výhružné skřeky.

## Rozšíření a habitat

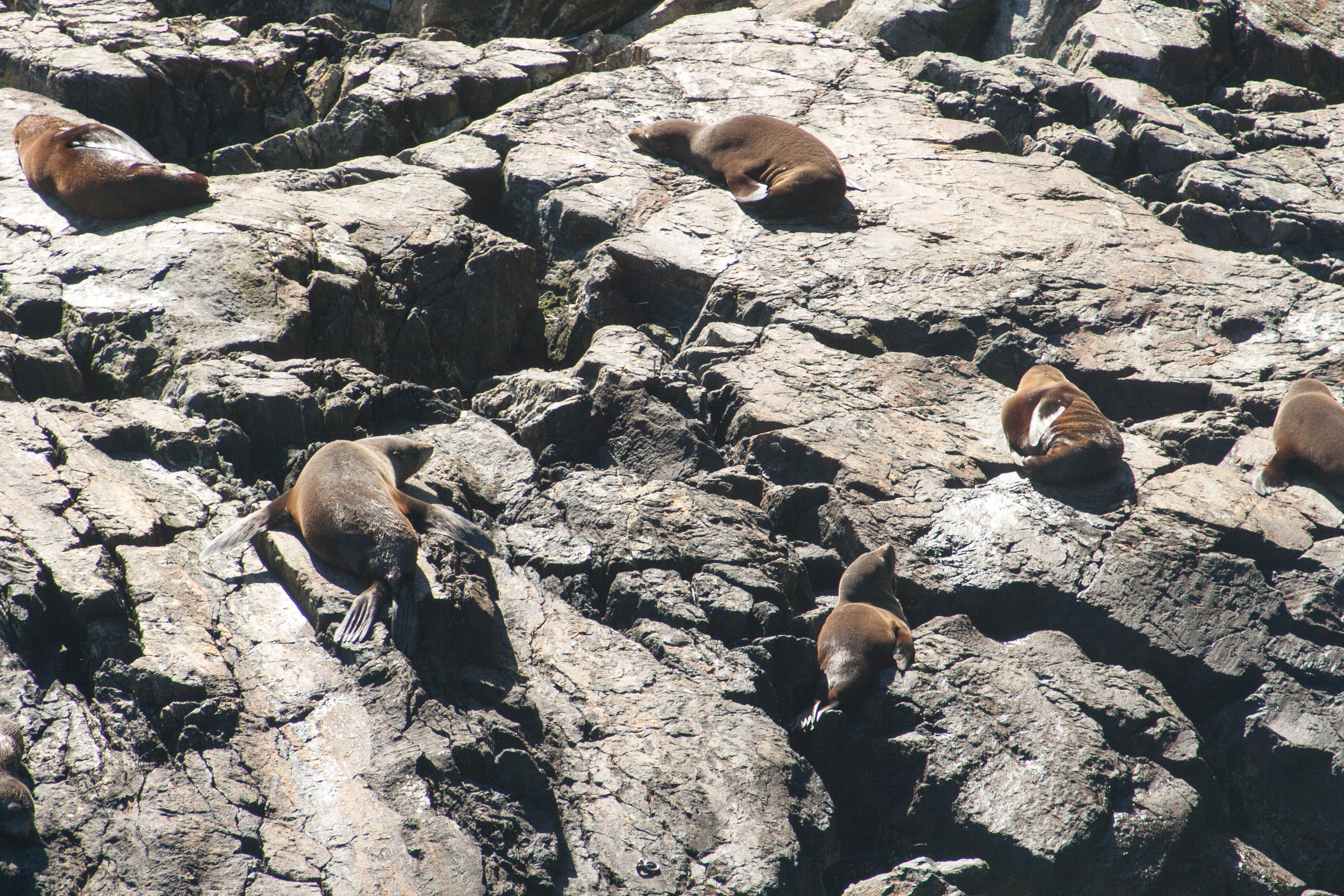
Typická lachtaní kolonie zahrnuje velké skalnaté plochy (na obrázku kolonie v Milford Sound)

Vyhledávají skalnaté pobřeží, které poskytuje snadný a rychlý přístup k moři a zároveň chrání kolonii před příbojem. Kolonie v teplejších oblastech často zahrnují malé přírodní bazénky vyhloubené ve skalnatém podkladě, které lachtani využívají pro ochlazení v parných dnech. Zejména pářící jedinci a jejich mláďata vyhledávají i nízkou travnatou vegetaci a křoví.
Dlouhou dobu se mělo za to, že lachtan Forsterův se vyskytuje hlavně na Novém Zélandu a do Austrálie zavítá pouze občasně. Až v roce 1969 vydala britská zooložka Judith King studii, ve které podrobně zdokumentovala rozsah kolonií a způsob života lachtanů Forsterových v Austrálii. V Austrálii lze lachtany Forsterovy spatřit kolem jižního, jihozápadního a jihovýchodního pobřeží, nicméně až 98 % mláďat se rodí na Klokaním ostrově a v oblasti Eyreova poloostrova. Australská populace kolonizovala i ostrůvky v Bassově průlivu, kde byli lachtani v 19. století vyhubeni. Kolonie lachtanů Forsterových se nachází i na jihu Tasmánie.
Novozélandská populace lachtanů Forsterových se vyskytuje v podstatě po celé délce pobřeží Jižního ostrova a Stewartova ostrova a koncem 20. století začali lachtani Forsterovi kolonizovat i Severní ostrov, kde byli v minulosti vyhubeni. Jedny z nejvýznamnějších kolonií se nachází na východním pobřeží Jižního ostrova v oblasti Kaikoury a na poloostrově Otago. Novozélandská populace lachtanů Forsterových se vyskytuje i na četných novozélandských ostrovech, jako jsou Chathamské ostrovy, ostrovy Snares, Aucklandovy ostrovy, Campbellův ostrov, souostroví Bounty, ostrovy Protinožců či ostrov Macquarie. Macquarie náleží formálně k Austrálii, nicméně je obýván novozélandskou populací lachtanů Forsterových. Tamější kolonie představuje nejjižnější kolonii druhu.
Lachtani Forsterovi byli zaznamenáni i na Nové Kaledonii. Na Cookových ostrovech byla nalezena kost lachtana Forsterova ze 14. století. V obou případech se jednalo o zatoulané jedince.
Celkovou populaci lachtanů Forsterových lze jen těžko odhadnout. Např. mořská bioložka Susan Jane Baird v roce 2011 tvrdila, že velikost populace není známá. Ministerstvo památkové péče uvádí, že v roce 2001 se celková populace všech Lachtanů Forsterových odhadovala na 200 tisíc a k roku 2020 jich bude více, nicméně není známo kolik. Výzkum z roku 2014 odhadl australskou populaci na 117 400 kusů.

## Vztah k lidem

### Lov před příchodem Evropanů
Zatímco Austrálie byla osídlena někdy před cirka 65 tisíci lety, na Nový Zéland dorazili první lidé teprve koncem 13. století. Příchod lidí na australský kontinent populaci ploutvonožců pravděpodobně příliš neovlivnil, i když se dá předpokládat, že se ploutvonožci následkem lovu ze strany Aboridžinců patrně stáhli do odlehlejších, méně přístupných oblastí.

Ilustrace lovu lachtanů lovci evropského původu na Rossově ostrově

Před příchodem Polynésanů (později známých jako Maorové) koncem 13. století se na Novém Zélandu nacházelo kolem 2–3 milionů lachtanů Forsterových. Takové masivní rozšíření bylo umožněno zejména absencí přirozených predátorů ploutvonožců na novozélandské pevnině. Pro Maory představovali ploutvonožci (nejčastěji lachtani) snadnou kořist. Vedle masa a tuku byly ceněny i jejich zuby, ze kterých Maorové vyráběli rybářské háčky. Masivní lovy probíhaly zejména na dálném severu (Northland), poloostrově Coromandel, v oblasti Taranaki, kolem Cookova průlivu, na východním pobřeží Canterbury a v jižních částech Jižního ostrova od Waitaki po Fiordland. Maorové patrně podnikali lovecké výpravy na ploutvonožce ještě častěji než na ptáky moa.
U tichomořských ostrovů, odkud Polynésané připluli, se ploutvonožci téměř nevyskytují. Popularita lovu ploutvonožců Maory na novozélandské pevnině nastala patrně z důvodu jejich hojnosti a snadné předvídatelnosti jejich výskytu. I přesto lov nebyl pro Maory zcela bezpečný. Lov často probíhal za tmy na ostrých a kluzkých skaliskách. Lovci se opatrně připlížili zezadu k ploutvonožci a uhodili jej do hlavy silnou dřevěnou tyčí. Nebylo přitom výjimkou, pokud se Maorové při lovu zranili nebo dokonce upadli do moře a utonuli. Maorové proto dokonce vyvinuli sandály utkané z lenovníku zvané pāraerae, které měly protiskluzové vlastnosti.
V době příchodu Evropanů na Nový Zéland koncem 18. století poklesla populace lachtanů Forsterových následkem lovu domorodců o zhruba 40 % na přibližně 1,5–1,8 milionu kusů.

### Komerční lov lachtanů

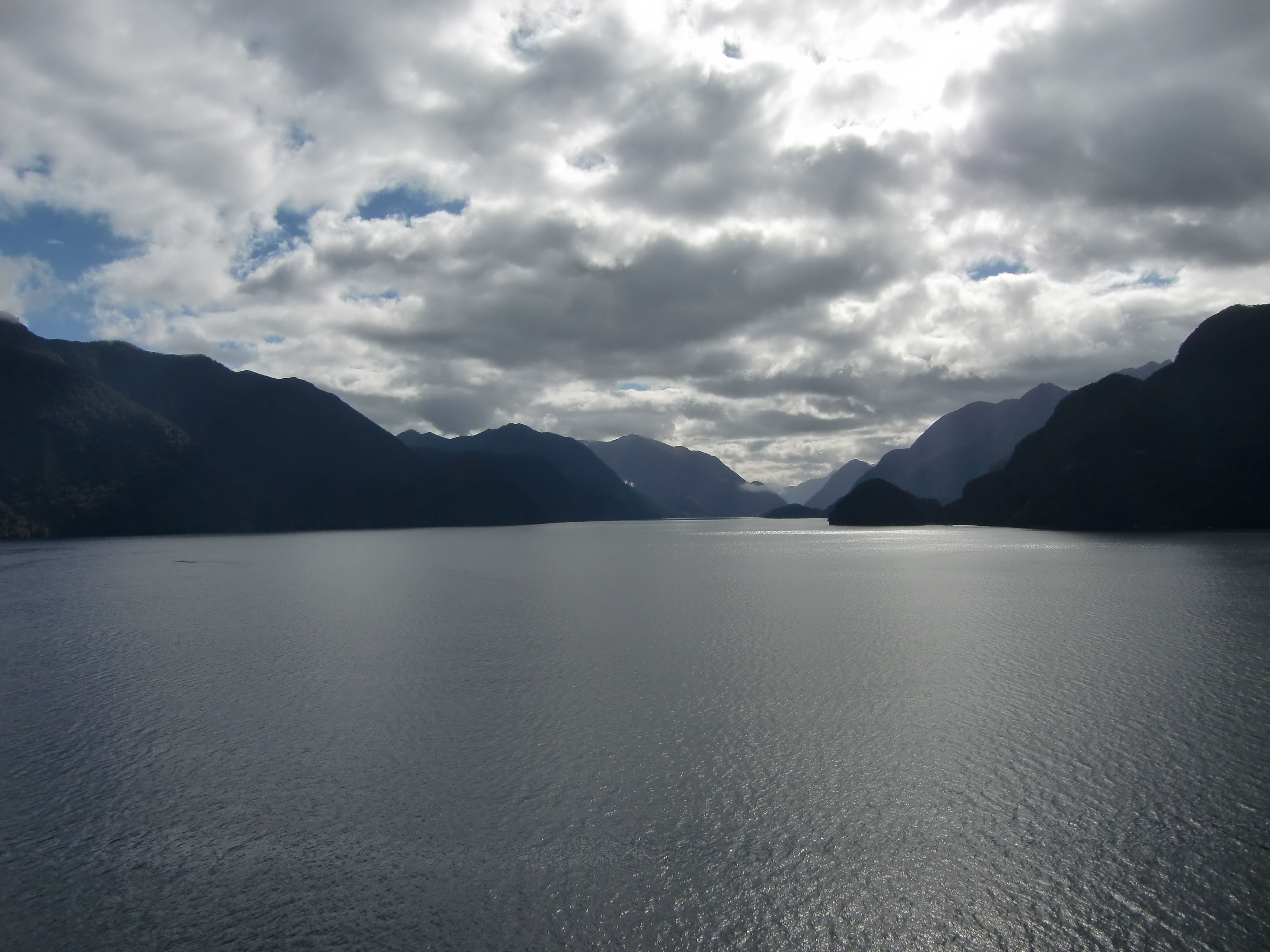
Tamatea / Dusky Sound, kde posádka Jamese Cooka ulovila první lachtany Forsterovy

S mnohem masivnějším lovem lachtanů Forsterových (resp. všech ploutvonožců) na Novém Zélandu započali až Evropané na přelomu 18. a 19. století. První ulovila již výprava Jamese Cooka v roce 1773 během své druhé plavby. Cookova loď tehdy kotvila v oblasti Tamatea / Dusky Sound, kde jeho posádka ulovila několik ploutvonožců. Jejich kůže byla použita na opravu lanoví a tuk byl zpracován jako palivo do olejových lamp.
Komerční lov ploutvonožců na Novém Zélandu započal v letech 1791/1792, kdy byla k novozélandským břehům vyslána první loď s tímto cílem. U lachtanů Forsterových byly zpracovávány hlavně kůže a občas i tuk, nicméně za účelem získání tuku byli loveni hlavně mnohem mohutnější rypouši sloní. Intenzita komerčního lovu byla hnána hlavně poptávkou po lachtaních a tuleních kůžích ze strany evropského módního průmyslu. Především v Anglii byly populární hlavně zimní čepice a kabáty z kůží ploutvonožců. Největší rozmach komerčního lovu nastal mezi lety 1800–1840. V pozdějších letech byl lov spíše sporadický a často se soustředil hlavně na subantarktické ostrovy, jako je Macquarie.

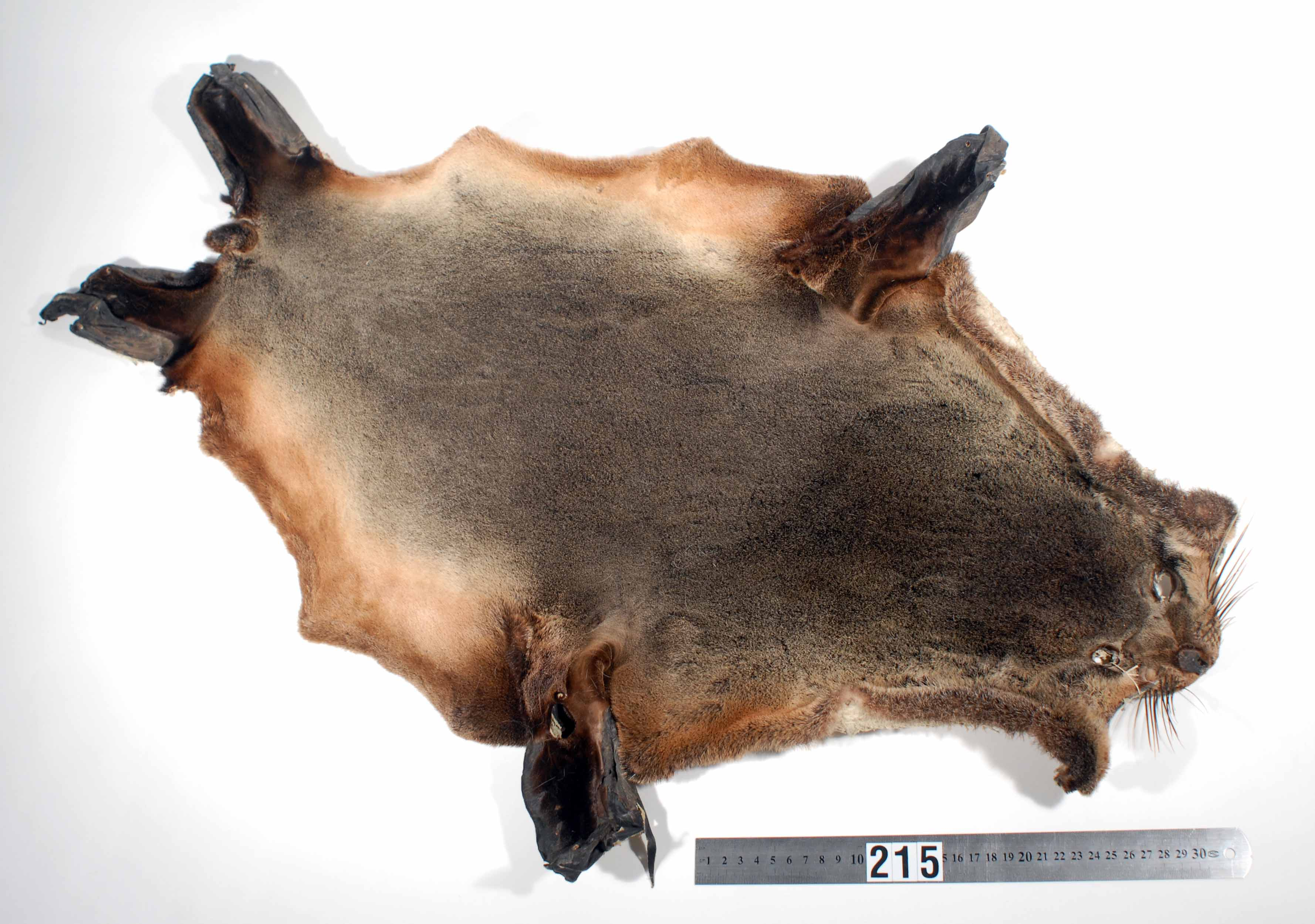
Kůže lachtanů byly hlavním cílem evropských lovců (zde kůže ze sbírek Aucklandského muzea)

V Austrálii byla situace podobná. Historické doklady o komerčním lovu lachtanovitých v Austrálii jsou nicméně chabé a z těch existujících není jasné, jaký druh lachtana byl loven. Podle dochovaných záznamů bylo z jižní Austrálie k roku 1840 vyvezeno 350 tisíc lachtaních kožešin (srov. ke stejnému datu bylo podle historických záznamů vyvezeno 320 tisíc kožešin tuleňů / lachtanů z novozélandské pevniny a 700 tisíc kožešin ze subantarktických ostrovů). Tyto údaje jsou však značně zkreslené, protože řada záznamů se ztratila nebo nebyla zveřejněna. Podle zjištění novozélandského historika Rhysa Richardse bylo na londýnském a kantonském trhu v letech 1788–1833 prodáno nejméně 7 milionů lachtaních kůží. Po roce 1840 komerční lov lachtanů u australských břehů utichl s tím, jak klesala poptávka po kožešinách a začaly se postupně objevovat legislativní opatření na ochranu ploutvonožců.
Komerční lov ploutvonožců způsobil, že se lachtani Forsterovi ocitli na pokraji vyhynutí. V první polovině 19. století se populace lachtanů snížila na pouhých 100–200 pářících jedinců. Od druhé poloviny 19. století se populace začala zotavovat. K poslednímu legálnímu komerčnímu lovu lachtanů Forsterových došlo v roce 1946 v novozélandském Otagu a Southlandu, kde jich bylo zabito 6187 s cílem snížit negativní dopady lachtanů na místní rybolov.

### Legální ochrana

#### Austrálie

Lov lachtanů v rozbouřených vodách v Bassově průlivu (dřevoryt, 1882)

V Austrálii se ochrana ploutvonožců prosazovala postupně. Nejdříve se uzákonilo, že se tito mořští savci mohou lovit pouze v létě a na zvláštní povolení. První opatření však měla jen minimální efekt, protože léto je právě období, kdy jsou ploutvonožci nejzranitelnější (shromažďují se v koloniích a je snadné je polapit). Lov ploutvonožců nicméně postupně přirozeně ustal, jak klesala poptávka po jejich produktech. V Bassově průlivu pokračoval až do roku 1923, poté byla uzákoněna změna lovného období z léta na zimu. Lov ploutvonožců v zimních rozbouřených vodách u skalnatého pobřeží se stal pro místní rybáře příliš nebezpečný na to, aby v něm pokračovali. V dalších letech byly příležitostně pořádány lovy na ploutvonožce, protože se mělo za to, že konkurují komerčním rybářům a poškozují jejich sítě.
Ve 20. století se legislativa na ochranu ploutvonožců začala stupňovat. Místní jurisdikce zaváděly vlastní opatření a roku 1975 vyšel „Zákon o národních parcích a divoké přírodě“ (National Parks and Wildlife Conservation Act 1975), který chránil všechny ploutvonožce v australských vodách. Tento zákon byl v roce 1999 nahrazen „Zákonem o ochraně životního prostředí a biodiverzity“ (Environment Protection and Biodiversity Conservation Act 1999), který s ochranou mořských savců pokračuje.
Následující tabulka zachycuje rok, kdy vstoupilo v platnost první ochranné opatření ploutvonožců v relevantních australských státech a poslední platný zákon, který se zabývá ochranou ploutvonožců v rámci daného státu:
| Stát              | První ochrana | Novodobé legislativní ukotvení                                                         |
| ----------------- | ------------- | -------------------------------------------------------------------------------------- |
| Nový Jižní Wales  | 1918          | Zákon o ochraně ohrožených druhů 1995 (Threatened Species Conservation Act 1995)       |
| Jižní Austrálie   | 1919          | Zákon a národních parcích a divoké přírodě 1972 (National Parks and Wildlife Act 1972) |
| Tasmánie          | 1889          | Zákon a ochraně ohrožených druhů 1995 (Threatened Species Protection Act 1995)         |
| Victoria          | 1891          | Zákon o divoké přírodě 1975 (Wildlife Act 1975)                                        |
| Západní Austrálie | 1892          | Zákon a ochraně divoké přírody (Wildlife Conservation Act 1950)                        |

#### Nový Zéland

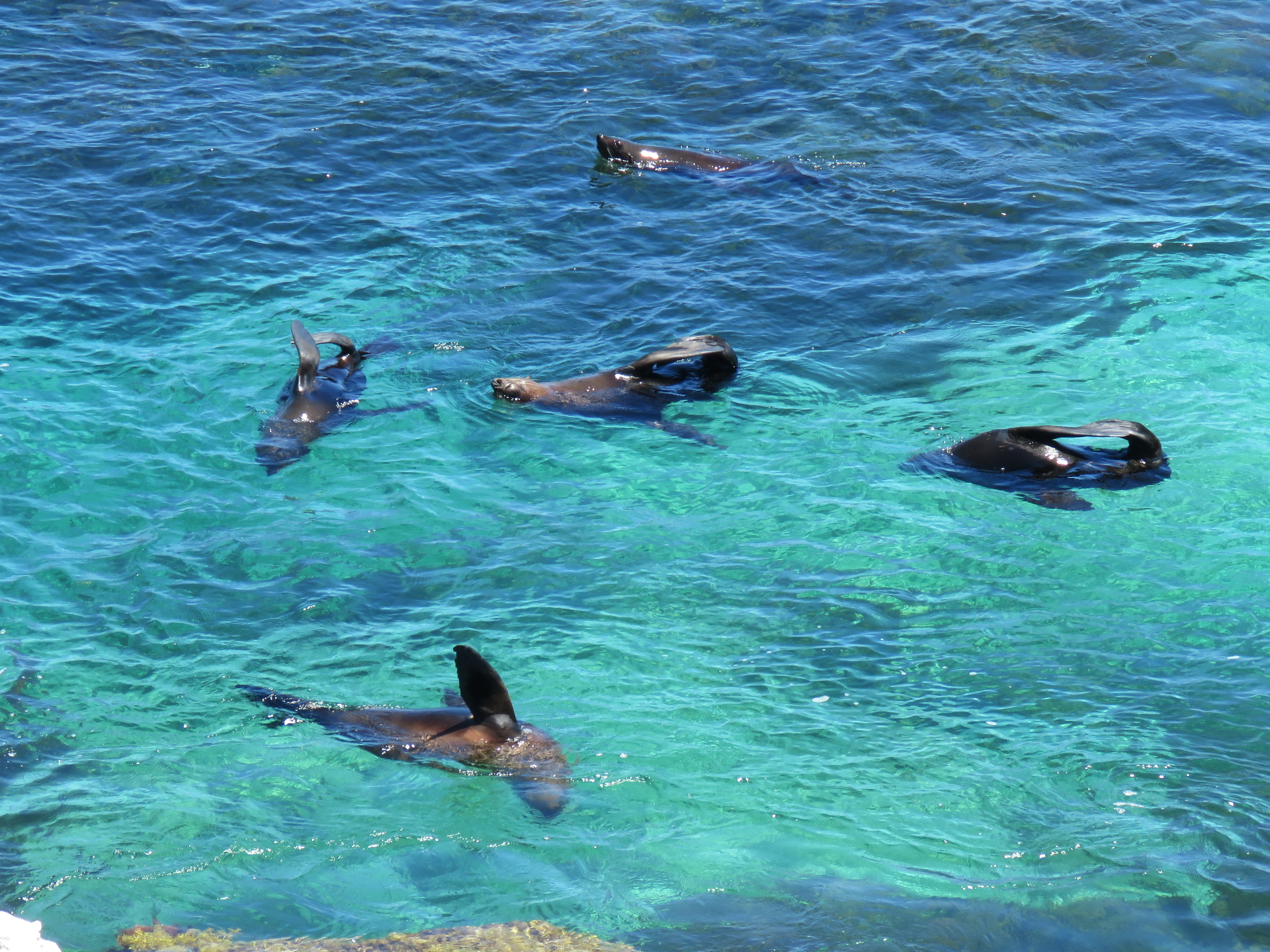
Plavající lachtani Forsterovi u pobřeží Austrálie

Novozélandská vláda v roce 1875 nejdříve přijala zákon o zákazu lovu ploutvonožců od října do května, čímž značně ztížila situaci potenciálním lovcům. Ponechání lovu na zimní měsíce znamenalo, že lovci by většinou museli za savci do vody, což bylo pro rybáře náročné a neefektivní. Plné ochrany se ploutvonožcům dostalo v roce 1978 „Zákonem o ochraně mořských savců“ (Marine Mammals Protection Act 1978). Díky těmto opatřením začala populace lachtanů Forsterových prudce stoupat. Profesor Adrian M. Paterson z novozélandské Univerzity v Lincolnu v roce 2017 dokonce prohlásil, že se jedná o jeden z nejúspěšnějších případů zotavení populace mořských savců na světě. Zároveň však upozornil na to, že vzhledem k absenci přirozených predátorů se rychle narůstající populace lachtanů Forsterových brzy dostane do konfliktu s lidmi a jejich potřebami (konkurence v rybolovu, silný zápach lachtaních kolonií) a v budoucnu patrně bude opět povolen omezený komerční lov.
Mezinárodní svaz ochrany přírody považuje populaci lachtanů Forsterových za málo dotčenou, protože i přes relativně časté případy zamotání lachtanů do rybářských sítí tyto nehody neohrožují celkovou stabilitu populace a dokonce ani její nárůst.

### Chov v zoo
Lachtan Forsterův není chován v žádné zoo z Evropské asociace zoologických zahrad a akvárií. V Austrálii lze druh spatřit např. v Zoo Melbourne, na Novém Zélandu v Zoo Auckland.

## Ohrožení

### Člověk
I přes ochranná opatření, která byla zavedena lidmi, představuje člověk a jeho aktivity hlavní hrozbu lachtanů Forsterových. Na Novém Zélandu se často stává, že se tito ploutvonožci zaháknou do vlečných sítí komerčních rybářských lodí a následně dojde k jejich utonutí (představují tedy nechtěné vedlejší úlovky). Organizace Forest and Bird odhaduje, že mezi lety 1989–1998 došlo tímto způsobem k utonutí až 10 tisíc lachtanů Forsterových. U australských břehů se lachtani Forsterovi občas zamotávají do sítí rybích farem, kam s oblibou připlouvají, aby hodovali na chovaných lososech a tuňácích. Tyto aktivity je dostávají do konfliktu s vlastníky rybích farem a potenciálně tak lachtanům hrozí nelegální odchyt ze strany farmářů, kteří je považují za škodnou.

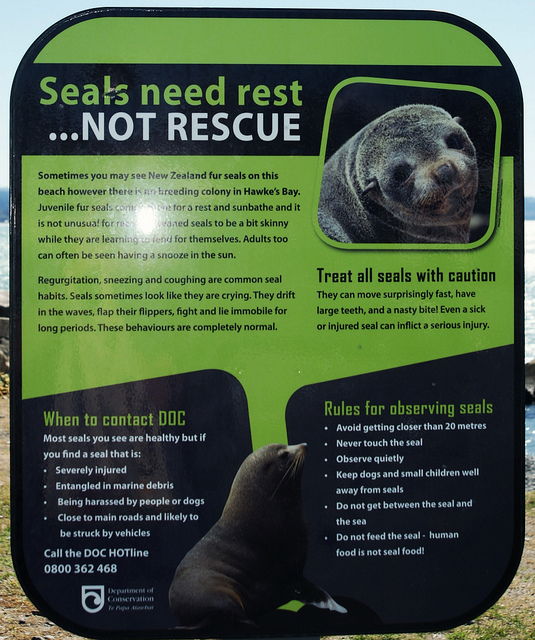
Cedule s nápisem Lachtani potřebují odpočívat, ne zachraňovat z novozélandského Napieru

Nebezpečím jsou pro druh i odpadky (zejména plastové kruhy a plastové tašky, do kterých se mohou zachytit), psi a aktivity spojené s průzkumnými ropnými a plynovými vrty. Zvláště nebezpečné jsou pro lachtany ropné skvrny. Ty mohou snadno znečistit jejich srst, čímž jedinci rychle ztrácí schopnost termoregulace a hynou.
Významné ohrožení lachtanů Forsterových představuje turismus. Pozorování lachtanů ve volné přírodě je jedna z populárních turistických aktivit, avšak neohleduplný přístup turistů může mít negativní vliv na schopnost ploutvonožců odpočívat či se spolehlivě starat o mláďata. Novozélandské Ministerstvo památkové péče (DOC) proto nedoporučuje se k lachtanům přibližovat blíže než na 20 m, nekrmit je, nedotýkat se jich, neházet na ně předměty, neprojevovat se v jejich blízkosti příliš hlasitě a mít psy a děti bezpečně pod kontrolou. Na Novém Zélandu musí mít každá loď, která vozí turisty na pozorování lachtanů, povolení od Ministerstva památkové péče.
V roce 2008 byla publikována studie, která analyzovala volání na záchrannou linku novozélandského Ministerstva památkové péče v souvislosti s lachtany Forsterovými v období července 1995 až října 2004 v oblasti Kaikoury na Novém Zélandu. V Kaikouře se nachází velká kolonie lachtanů Forsterových, která představuje jednu z nejsnadněji přístupných kolonií druhu. Z 650 volání, která se vztahovala k celkem 801 incidentům, se 97,5 % incidentů vztahovalo k lachtanům Forsterovým. Ve 40,9 % případů byla příčina volání smrt lachtana, ve 21,5 % to bylo zapletení lachtana (do rybářských sítí apod.) a v 18,2 % byla příčina volání zraněný či nemocný jedinec. Minoritními příčinami volání pak byla přítomnost lachtana na cestě (7,8 %); srážka s autem (4,7 %), vlakem (0,5 %) nebo s lodí (0,1 %); útok psa (0,6 %), nález jedince daleko od moře (1,8 %) či obtěžování nebo útok lidí na lachtany (2 %) (zbývající volání se vztahovala k jinému druhu ploutvonožce). Z celkem 368 zaznamenaných usmrcených lachtanů v oblasti za dané období nebylo možné zjistit příčinu smrti u 310 z nich. 37 bylo usmrceno následkem srážky s autem, 9 zemřelo následkem zranění či nemoci, 5 uhynulo po útoků člověka (střelnými zbraněmi, kameny), 3 zemřeli kvůli zamotání, 2 po srážce s vlakem a další 2 následkem útoku psa.

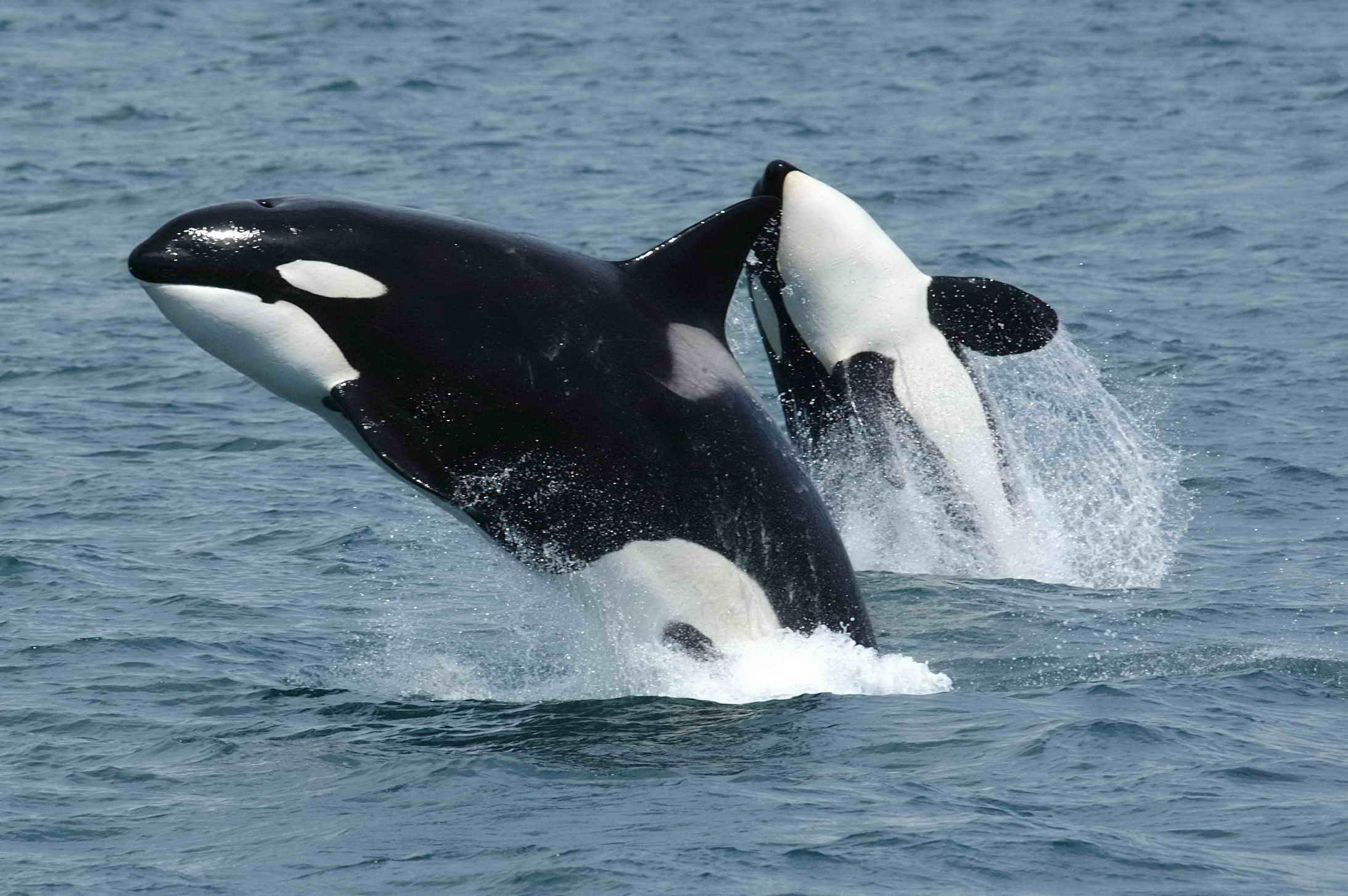
Kosatky patří k hlavním přirozeným predátorům lachtanů

### Přirození predátoři
Vedle člověka nemají lachtani Forsterovi na souši žádného přirozeného predátora. Na moři však druh ohrožuje žralok bílý, žralok širokonosý a kosatky. V oblastech, kde se oblast výskytu lachtanů Forsterových překrývá s jinými ploutvonožci (jmenovitě lachtany novozélandskými či tuleni leopardími), se stává, že tito ploutvonožci na lachtany Forsterovy útočí. Je také známo, že lachtani novozélandští zabíjejí a pojídají mláďata lachtanů Forsterových.

### Parazité a nemoci
Lachtani Forsterovi jsou náchylní některým bakteriálním infekcím a parazitům. Byli nalezeni jedinci infikováni tuberkulózou, salmonelózou či paramyxovirem Phocine morbillivirus. K hlavním parazitům patří hlístice (Anisakidae).